# ライオン
ライオン（獅、Panthera leo）は、哺乳綱食肉目ネコ科ヒョウ属に分類される食肉類である。

## 概要
別名はシシ（獅子）。オスの体重は250キログラムを超えることもあり、現生のネコ科ではトラに次いで2番目に大きな種である。現在の主な生息地はアフリカ大陸のサブサハラであり、インドのギル国立公園（英語: Gir National Park）のインドライオンは絶滅が危惧されている。北アフリカや西南アジアでは有史時代に姿を消している。更新世末期、約1万年前までライオンはヒトに次いで広く分布する大型陸上哺乳類だった。
飼育個体は20年以上生存する事も稀にあるが、野生のライオンの寿命はより短く、特にオスが10年以上生きることは稀である。縄張りをめぐって他のオスと常に争うために傷を負い、それが寿命を大きく縮める原因となる。典型的な生息地はサバンナや草原であるが、茂みや森などに棲む場合もある。ライオンは他のネコ科の動物にはあまり見られない社会性を持っている。メスと子ライオン、そして少数の成熟したオスがプライド（群れ）を形成している。狩りの特徴はメスの集団が連係することであり、おもに大型の有蹄類を襲う。ライオンは捕食者の頂点でありまたその象徴的な存在であるが、屍肉を漁ることもある。賢く性質が他のネコ科の動物よりも比較的穏和なため、ライオンがヒトを襲うことはほとんどないが、ライオンによる犠牲者がいることは知られている。
世界的に「百獣の王」として有名であり、（あくまでも一般的には）最も強い動物であるという印象を抱かれている。オスの外見はたてがみが非常に特徴的であり、他のネコ科と比較しても容易に認識することができる。オスの容貌はあらゆる文化のなかで動物そのもののシンボルとして最も広まっているものの一つであり、実際に全ての動物の中で国獣として選ばれる数はライオンが最も多い。人類によってその姿は後期旧石器時代から描かれており、古くはラスコー洞窟やショーヴェ洞窟の洞窟壁画などがあり、彫刻や絵画、国旗をはじめ、現代の映画や文学などでも広く題材として扱われている。

## 語源
ロマンス語の多くで見られる類似した名前「ライオン lion」は、ラテン語のleo、古代ギリシア語のλέων(leon)に由来している。またヘブライ語の לֶוִי (lavi)や古代エジプト語の rw ともつながりがある。カール・フォン・リンネが18世紀に著した『自然の体系（Systema Naturae）』で、元々 Felis leo （ネコ属のライオン）として分類された多くの種のひとつである。（その後分類が再編され、ライオンは「Panthera（ヒョウ属）」に入れられた。）

## 分布
アンゴラ、ウガンダ、エチオピア、カメルーン、ケニア、コンゴ民主共和国、ザンビア、ジンバブエ、スーダン、エスワティニ(旧スワジランド)、セネガル、ソマリア、タンザニア、チャド、中央アフリカ共和国、ナイジェリア、ナミビア、ニジェール、ブルキナファソ、ベナン、ボツワナ、マラウイ、南アフリカ共和国、南スーダン、モザンビークに分布。
ガーナ、ギニア、ギニアビサウ、コートジボワール、トーゴ、マリ、ルワンダでは絶滅したと考えられる。アフガニスタン、アルジェリア、イラク、イラン、エジプト、エリトリア、ガボン、ガンビア、クウェート、コンゴ共和国、サウジアラビア、シエラレオネ、ジブチ、シリア、チュニジア、トルコ、パキスタン、ブルンジ、モーリタニア、モロッコ（西サハラ含む）、ヨルダン、リビア、レソト、レバノンでは絶滅。
模式標本の産地（模式産地）は単にアフリカとされていたが、バーバリ地方の沿岸部やコンスタンティーヌ（アルジェリア）とする説もある。壁画などから15,000年前にはヨーロッパ広域にも分布し、5,000年前には少なくともギリシアには分布していたと考えられている。
なお、日本列島ではホラアナライオンおよびアメリカライオンに関連していると見られるヨウシトラ（P. youngi）が発見されている。また、山口県で産出した大型猫科の化石は、鹿間時夫と岡藤五郎によって報告された当時（1958年）はトラと考えられていたものの、2025年の段階では本種（P. leo）として再評価される可能性も存在している。

### 生息地
アフリカでは、アカシアの木がまばらに生えて影ができているサバンナの草原地帯でライオンたちを見ることができる。インドでの生息地は乾燥したサバンナか、さらに乾いた落葉樹林のなかである。ヘロドトスの記すところによれば、ライオンは紀元前480年頃にはギリシアでよく知られる動物となった。ペルシアの王クセルクセス1世が国中を練り歩いているなか、そのラクダの積荷をライオンが襲ったことが記されている。アリストテレスは紀元前300年にはもう彼らが貴重な動物だと考えていて、その後400年ほどして彼の地でのライオンは絶滅している。亜種インドライオンは10世紀頃まではヨーロッパの辺境であるコーカサス地方にもいたと考えられている。
パレスチナに由来する種も中世には姿を消した。アジアのほとんどの地域でも、猟銃が簡単に手に入る18世紀頃になるとライオンの姿は見られなくなった。19世紀の終わりから20世紀初めにかけて、北アフリカおよび東南アジアでも絶滅している。トルコおよびインド北部のほぼ全域も同様である。アジアで最後にライオンが確認されたのは1941年のイランであるが、3年後にはカールーン川の岸辺で死骸となって発見された。その後、イランでは信頼できるレポートは送られていない。最後に生き残った亜種インドライオンはインド北部のギルの森周辺でみることができる。そこはグジャラート州に属する、ほとんどが森に覆われた1412平方キロメートルの土地であり、300頭ほどのライオンたちの聖地となっていて、その数はゆっくりと増えているという報告もある。

## 分類
種小名leoはラテン語で「ライオン」の意で、本種そのものを指す。
古くは多くの亜種に分類する説もあったが、近年は否定する説が有力となっている。アジアの個体群を亜種インドライオンP. l. percicaとする説が、近年まで有力とされていた。近年は分子系統解析から赤道周辺を境目に、南北で大きく2系統に分かれるという解析結果が得られている。417,000 - 178,000年前に気候変動による大幅な環境の変化（サハラ砂漠やコンゴ盆地の熱帯雨林の形成など）により個体群が分断され、その後にそれぞれ分布を拡大したと推定されている。
以下の亜種の分類・分布は、IUCN SSC Cat Specialist Group(2017)に従う。
Panthera leo leo (Linnaeus, 1758)
アフリカ大陸北部・西部・中部、インド。過去にはヨーロッパから中東にかけても分布していた。
Panthera leo melanochaita (Smith, 1858)
アフリカ大陸南部・東部
化石記録
絶滅亜種および近縁な絶滅種は以下の通り。
- †Panthera leo sinhaleyus (Deraniyagala, 1938)　スリランカライオン
- †Panthera leo fossilis (Reichenau, 1906)　ヨーロッパホラアナライオン
- †Panthera spelaea (Goldfuss, 1810)　ホラアナライオン
- †Panthera atrox (Leidy, 1853)　アメリカライオン

## 形態

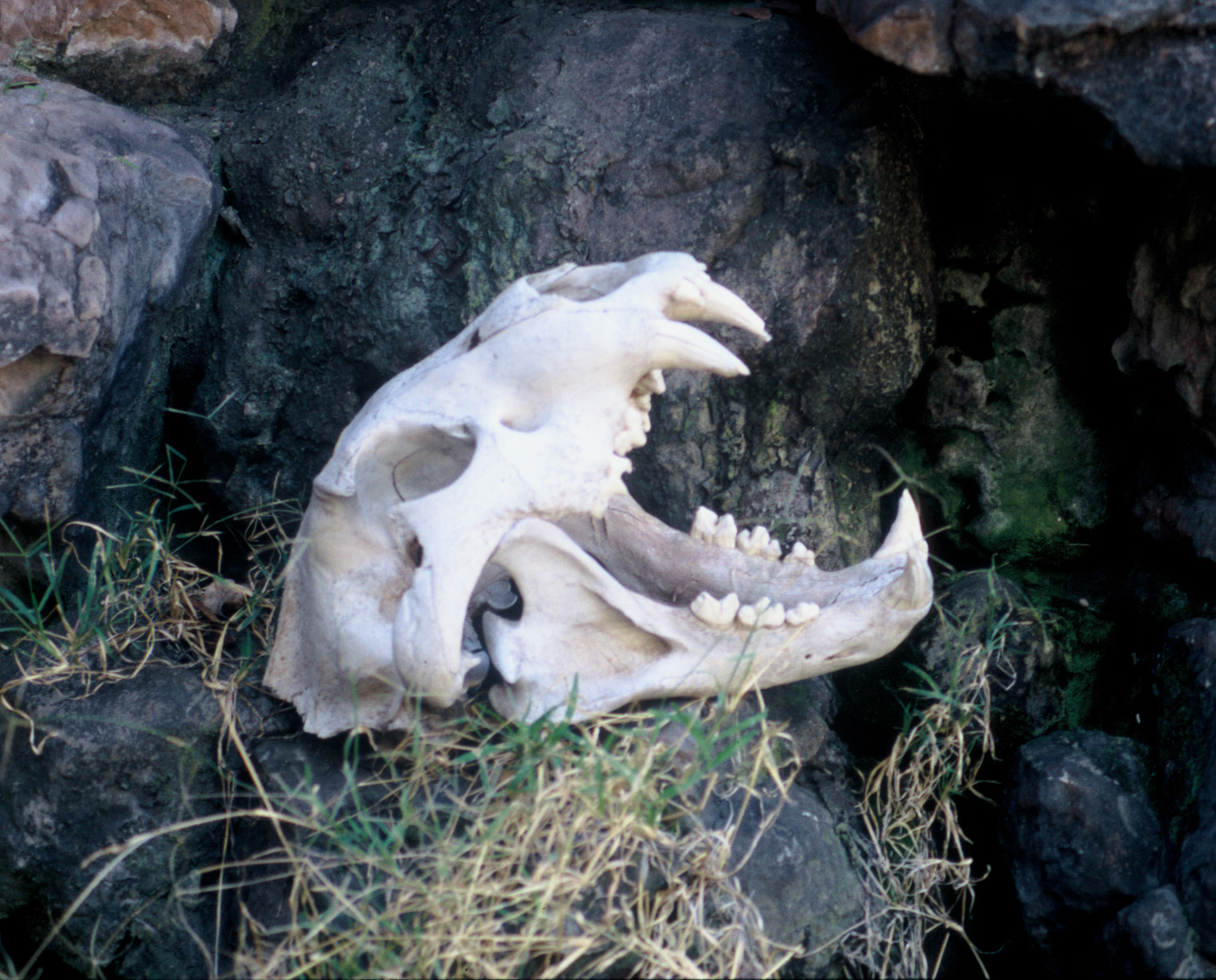
クルーガー国立公園で野ざらしになった頭骨。

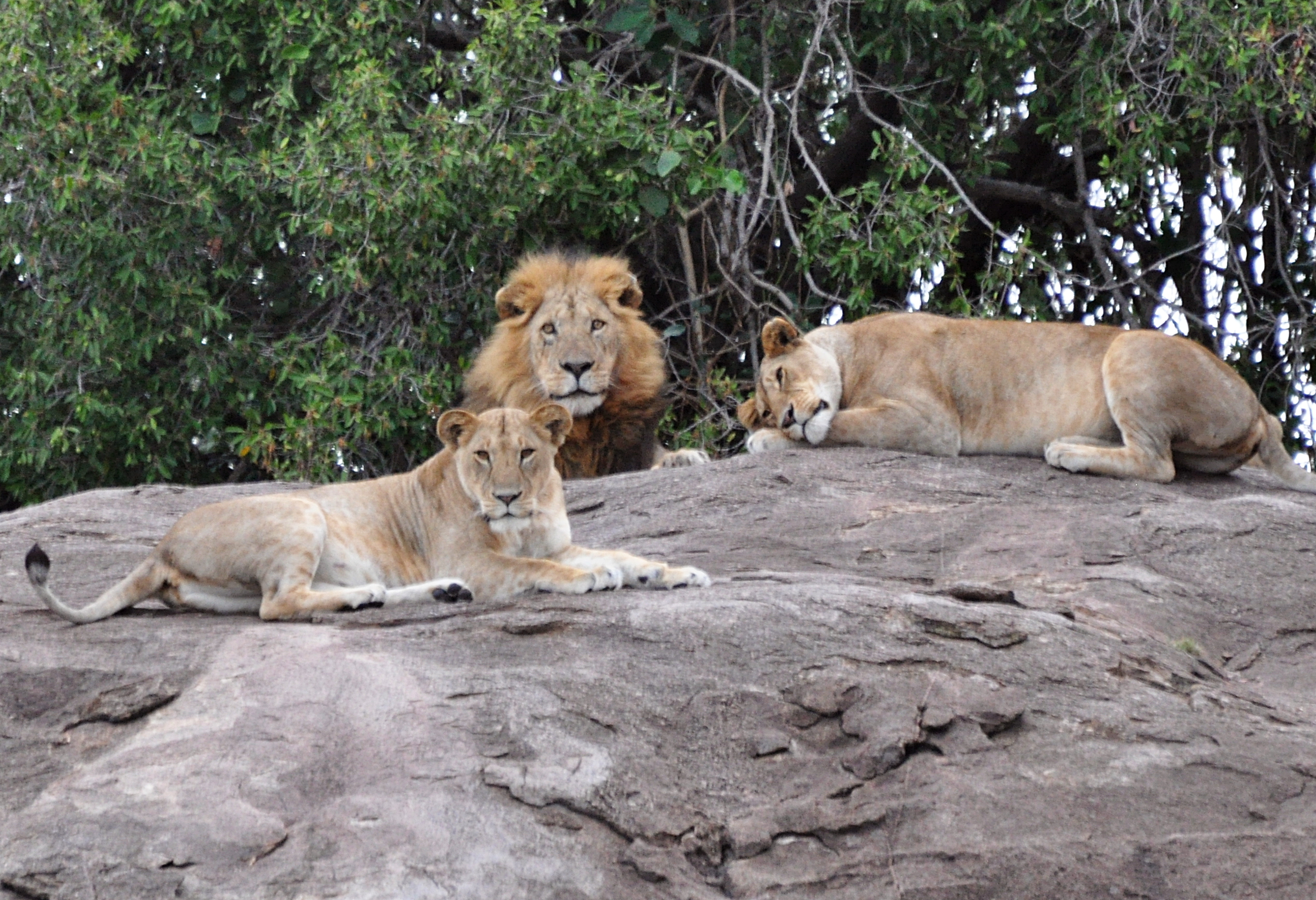
2頭のメスとオスの成獣（セレンゲティ国立公園）。

現生のネコ科では肩口までの体高が最も高く、体重もトラに次いで2番目に重い。力強い脚部と強力な顎をもち、約6センチメートルの犬歯を備え、大型の獲物でも引き倒し、狩ることができる。頭骨はトラのそれと非常に似通っているが、前頭部がたいてい凹んで平たくなっている。眼窩後部もやや短い。また鼻骨がより広く開いている。しかし頭骨でトラやライオンに区分できるといっても個体差が大きいために、たいていは下顎の構造だけが種をあらわす指標として信頼にたるものとみなされる。体色は淡いバフ色から黄色がかっているもの、赤みがさしているもの、暗い黄土色まで様々である。腹部はふつうそれより明るい色をしていて、尾房は黒い。幼獣には、ヒョウよりもはっきりした、ロゼットと呼ばれる褐色の染みがある。ロゼットは成長するにつれ褪せていくのだが、たいてい脚部や腹部にはかすかに残るもので、その傾向はメスに特徴的である。
ネコ科で唯一性的二形が明瞭な種であり、雌雄で外見がまったく異なる。性によって群れの中でこなす役割も異なり、専業的である。例えば狩りを行うのは、厚く邪魔になりがちなたてがみがないメスである。獲物をつけ狙い、必死で追いかけるためには身を隠さねばならず、それにオスは向いていないのである。オスのたてがみは金色から黒まで差があるが、たいてい老いたライオンほど暗い色になっている。
ネコ科で唯一の尾の先に房状の毛が生えているが、その役割はわかっていない。5mmほどの硬い棘や突起を房の中にしまっている個体もいる。房のある尻尾をもった動物なのだが、生後5か月と半月ほどで房が生えはじめ、7か月もするとはっきりそれとわかるようになる。

### 大きさ
頭胴長（体長）オス170 - 250センチメートル、メス140 - 175センチメートル。尾長オス90 - 105センチメートル、メス70 - 100センチメートル。肩高オス123センチメートル、メス107センチメートル。体重オス150 - 225キログラム、メス120 - 182キログラム。オスはケニア山の近くで体重272キログラムの記録もある。頭部は太くて短く、丸みを帯びる。背面の毛衣は黄褐色や赤褐色、腹面や四肢内側の毛衣は白い。耳介背面は黒い体毛で被われる。尾の先端には房状に体毛が伸長し、色彩は暗褐色や黒。
出産直後の幼獣の体重は1 - 2キログラム。幼獣には暗色斑が入るが、成長に伴い消失する。
ノウェルとジャクソンの報告によれば平均して181kgになる（メスで126kg）。ケニア山のそばで銃殺されたオスには体重272kgというものがいた。その大きさが環境や生まれ育った地域によって異なる傾向にあり、それが結果として記録される体重に開きを生じさせている。例えば南アフリカでは一般的に東アフリカよりも5%ほど体重が重くなるとされる。
大型個体の例として、1973年10月に南アンゴラのムッソで射殺された黒いたてがみをもつオスが知られている。世界一重い個体として知られているのは、南アフリカの東トランスバール、ヘクトルスプルイット郊外で撃たれた、黒いたてがみの人食いライオンである。体重は313kgあった。飼育個体は野生のものより大きくなる傾向にあり、1970年の記録でイギリスの コルチェスター動物園で飼われていたオス「シンバ」の375kgというものがある。
ライオンの体重に置ける筋肉の重さ（骨格筋率）は58.8％でありこれは哺乳類最高比率である。

### たてがみ

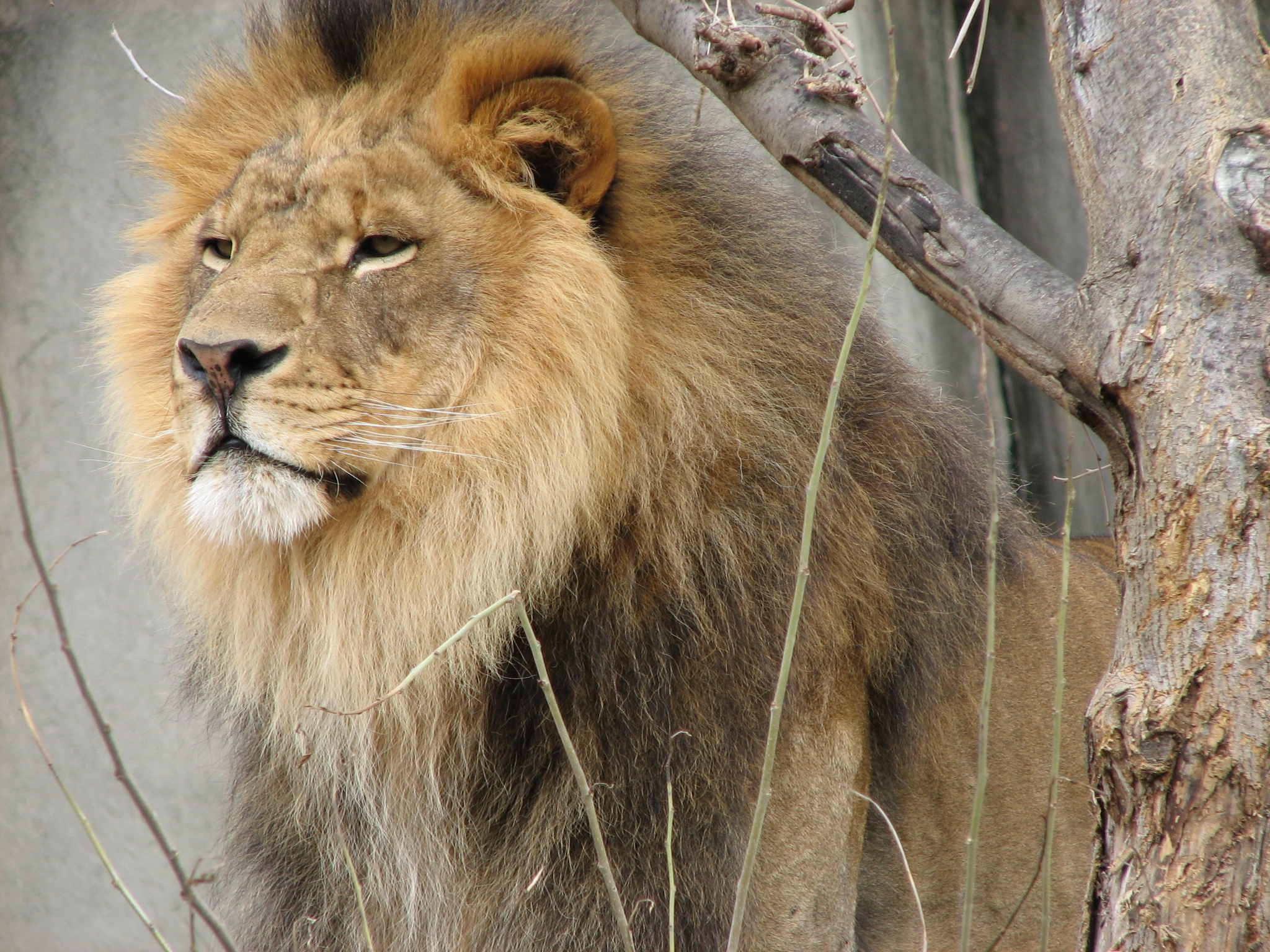
たてがみはライオンをより大きく見せる効果がある。

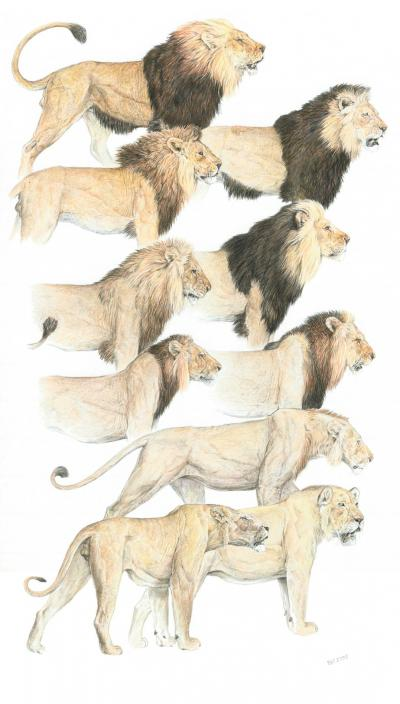
東アフリカのライオンたちのたてがみにはこのような多様性がある。

オスの成獣は頭部から頸部にかけて、たてがみが発達する。オスの成獣が持つたてがみは、ネコ科のなかでも独特のもので最も明示的な種の特徴の一つである。たてがみは外観をより大きくみせ、威嚇的に振舞うためには完璧といっても良いほどの役割を果たす。それは他の個体やアフリカでの主な競争者であるブチハイエナたちと対峙する場合も同じである。たてがみの有無、色、毛の量は遺伝的要因、生育状況、テストステロンの量、気候などに影響される。大まかに言って、より黒くたっぷりとしたたてがみを持ったライオンほど健康である。交尾の相手としても、より濃く、黒い色をしたたてがみをもっているライオンほどメスに好まれる。
野生下では南アフリカ共和国の南部および東部で、標高1,000メートル以上の環境に生息する個体群でたてがみが発達する傾向がある。一方でケニアからモザンビーク北部にかけてやサヘル地域などの暑い地域に生息する個体群ではたてがみはあまり発達せず、たてがみがない個体もみられる。飼育個体でも北半球で冬季が寒冷な地方では、たてがみが発達する傾向がある。強いオスはテストステロンの分泌が多く、それにより、たてがみの色が濃くなる。このため、メスにアピールするのはたてがみの多さではなく、たてがみの色の濃さが重要となる。
タンザニアでの調査もたてがみの長さがオス同士の戦いでの強さを裏づけている。一年を通じて非常に暑い時期が続くにもかかわらず、より暗色のたてがみをもつ個体ほど多産であり、子孫も繁栄しやすい。2、3頭のオスの連合体となるプライドでは、より大きいたてがみを持つオスのほうが積極的に交尾をせがまれるということがしばしばである。もともとライオンのタテガミはさえぎるものが何もないアフリカのサバンナで急所である首を守るために発達したものであるとされているが、現在はもっぱらこの役割が大きいと考えられている。
かつて生物学者たちは、たてがみの量が亜種の識別形態になると考えられており、基亜種や亜種ケープライオンのような亜種の同定に用いられた。しかし前述のようにたてがみの色や量は、外気温などによって影響を受ける。例えばヨーロッパや北アメリカなど外界温度が低いところで飼育されているライオンはより多量なたてがみをもつ。つまりたてがみは下位区分を明らかにするための目印としては相応しくないということである。一方で亜種インドライオンは、アフリカの個体群よりもたてがみが薄い傾向がある。
セネガルやケニアの 東ツアボ国立公園ではたてがみのないオスも報告されている。 ティンババティ保護区のホワイトライオンの雄にも本来はたてがみがなかった。テストステロンがたてがみの成長と結びついているため、去勢されて生殖腺が除去されてテストステロンの生産も抑えられ、しばしばたてがみが非常に薄かったり生えなかったりする。たてがみのない個体は近親交配をした個体にも見られることがある。そのような個体は繁殖力も貧弱なものになる。
多くのメスが首毛(ruff)を持っており、ある姿勢を取るとそれがはっきりわかる。その姿は特に古代の彫刻や絵画などにしばしば現れるが、時にそれはオスのたてがみと間違われていた。メスの首毛はたてがみとは異なるもので、耳の下から顎のラインにかけて生えているが、たてがみというほどの量はなく、オスのたてがみが耳を覆うように伸びてしばしば輪郭を隠してしまう一方で、メスのそれは気づかれないことも多い。
洞窟画に描かれた、既に絶滅したホラアナライオン（学名 Panthera leo spelaea）にはたてがみがないか、わずかしかない姿をしているものばかりである。これは、彼らがたてがみがなかったことを示唆している。

#### メスのたてがみ

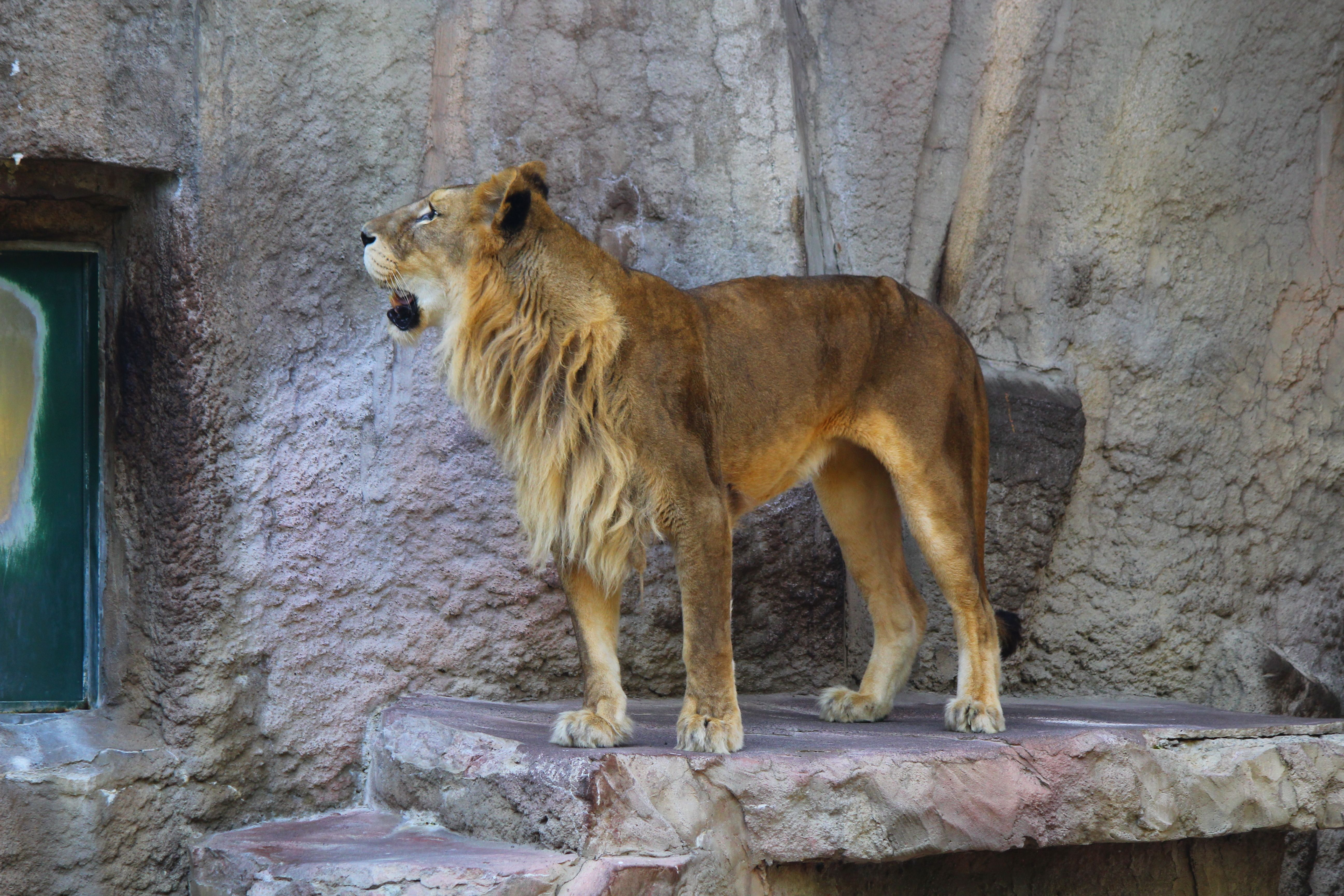
札幌市円山動物園で飼育されていたメス。

通常は、たてがみはオスの個体のみが持つものであるが、稀にメスの個体で、オスのものほど立派ではないにしろ、たてがみを持つものが確認されることがある。アメリカ、カンザス州の トピカ動物園で飼育されているメスのライオン「ズーリ」は、2020年10月にトピカ動物園最後のオスのライオンである「アブス」が死亡した後から、たてがみが生え始めたという。また、外見だけではなく行動も、唸り声や吠え声をあげたり、通常のオスに近い行動をとるようになってきたそうだ。同様の事例は、2011年に南アフリカの動物園で、2018年にはアメリカ、オクラホマ州の動物園で確認されている。また、野生でも2016年の論文ではボツワナで5件確認されたと報告されている。
メスにたてがみが生えるメカニズムについては諸説あり、「メスだけになった状況で、群れを守る必要が出てきたため、テストロテンの分泌量が増えたから」という説や「状況に関係なく、加齢などの影響で、ホルモンのバランスが崩れたから」という説などがある。

### ホワイトライオン

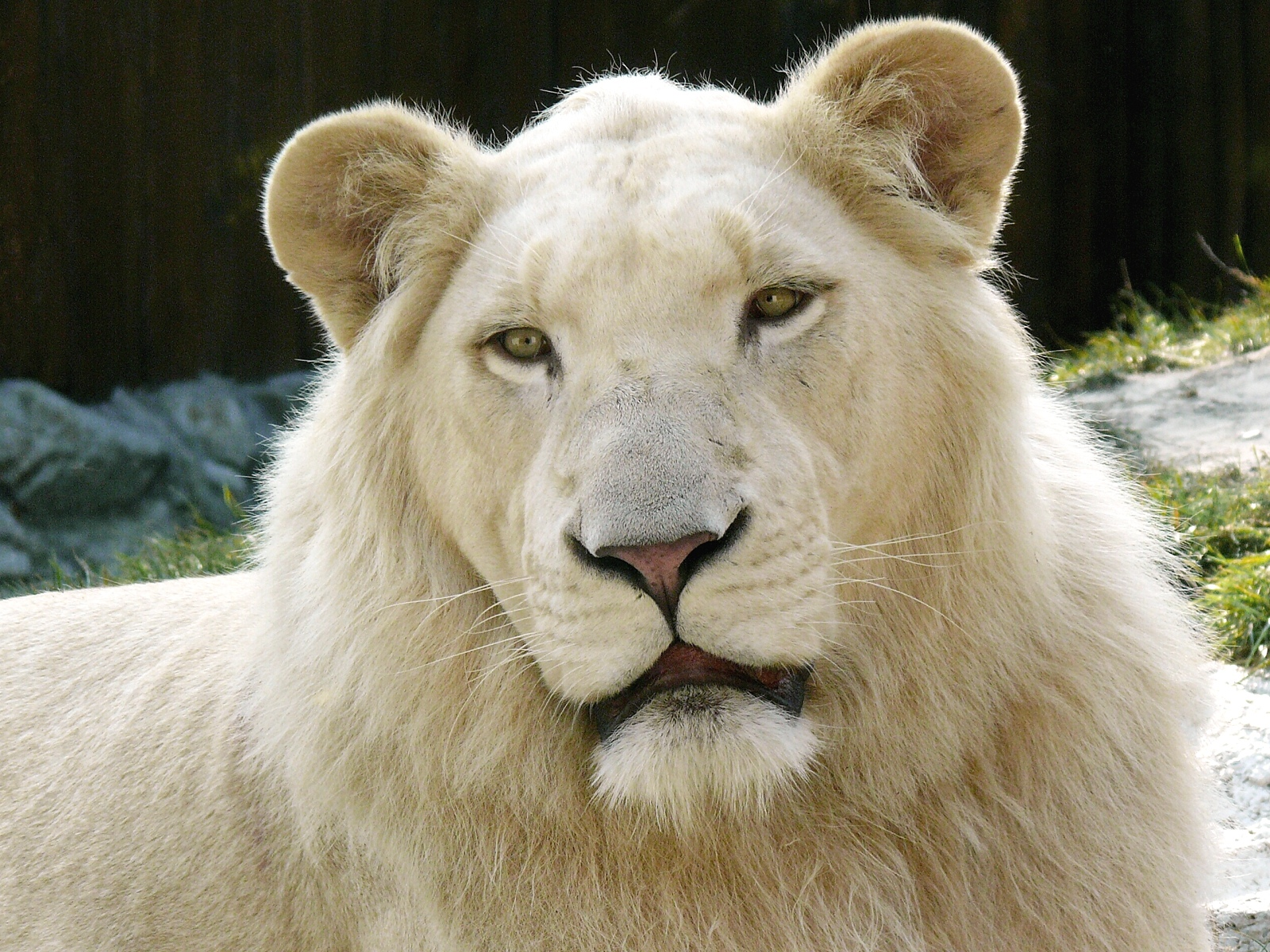
ホワイトライオンは亜種Panthera leo krugeriの変異であり、その毛色は劣性遺伝に由来する。

ホワイトライオンの風変わりなクリーム色の毛皮は、その潜性遺伝の故である。亜種トランスヴァールライオンPanthera leo krugeriの変異であり、なかでも珍しい外貌をしている。ホワイトライオンはきちんとした下位区分ではないが、白変個体という遺伝形質を持つ特殊な形態をしていて、それがホワイトタイガーにも通じる薄い色合いを生んでいる。これはブラック・パンサーの黒化(melanism)とも似通った現象である。ホワイトライオンはアルビノなのではなく、眼や肌には通常の色素形成がなされている。ホワイトトランスヴァールライオンは南アフリカの東にあるクルーガー国立公園や ティンババティ保護区の近隣でときに姿をみせることがある。とはいえ、もっともよく見られるのは彼らをあえて選んで飼育しているところである。南アフリカでは、キャンド・ハント（canned hunt：柵、囲いなどで行動を制限した動物を狩猟すること）の的にするためにホワイトライオンを飼育していたことが報告されている。
ホワイトライオンが実在するということが確認されたのは、ようやく20世紀後半になってからのことだった。長年の間、ホワイトライオンは南アフリカに実しやかに伝わる架空の生物だと考えられており、それによれば彼らの白い毛衣はあらゆる被造物の美を象徴しているとされていた。初めて目撃されたのは1900年代初めで、その後ほとんど半世紀にわたって続けざまに報告が寄せられた。1975年には ティンババティ保護区でホワイトライオンの子供の出産が確認された。またホワイトライオンは世界に300頭しかいない珍しいライオンである。

## 生態
草原や砂漠まで様々な環境に生息する。20 - 400平方キロメートルの行動圏内で生活し、吠えたり尿を撒いて臭いをつけることで縄張りを主張する。食物が少なくなると縄張りを拡大することもある。オス1 - 3頭、15頭までのメスと幼獣からなる群れを形成して生活する。縄張り内では小規模な群れ（サブプライド）で分散し生活することが多い。生後2 - 3年で群れから追い出されたオスは、別の群れに入るまでは同じ群れにいたオスと共同で生活する。オスは基本的に他のオスから縄張り内のメスを守る。群れを乗っ取ったオスは群れ内の幼獣を殺し（子殺し）、これによりメスの発情を促し群れ内の競合相手をなくすことで自分の子孫を多く残すことができると考えられている。獲物が多い場合は20時間は休むが、獲物が少なくなると1日中活動する。走行速度は時速58キロメートルに達するが、250メートル程度しか維持できず追跡距離はさらに短い。一方で挑発して群れから孤立したアフリカスイギュウを3キロメートルに渡って追跡することもあり、追跡距離が11キロメートルに達した例もある。
主に体重50 - 500キログラムの中型から大型の哺乳類を食べる。セレンゲティ国立公園などでは、乾季には季節によって移動しないインパラやイボイノシシなどの比較的小型の獲物が主要な獲物となる地域もある。小型哺乳類、鳥類、爬虫類、昆虫なども食べる。他の動物が捕らえた獲物を奪うこともある。主に夜間に狩りを行うが、草丈が長く身を隠せる茂みでは昼間も狩りを行う。主にメスが集団で狩りを行い、メスが扇形に散開しながら獲物に忍び寄る。オスが狩りに協力することもある。大型の獲物は吻端(ふんたん)や喉に噛みつき窒息死させる。捕らえた獲物は主にオスが独占する。
母親は幼獣に獲物を分配するが獲物が、少ないと分配しないため、後述するように幼獣の死亡率は高い。成獣の死因は個体間での争い（特にオス）、アフリカスイギュウなどの大型の獲物による負傷、老齢個体や衰弱した個体では飢餓などが挙げられる。
一日のほとんどを寝そべり、およそ20時間ほどを怠惰に過ごす。日中にも行動することはあるが、たいてい最も活動的になるのは夕暮れより後であり、それから社会的な行動や身づくろい、排泄などを行う。狩りが最もよく行われるのは日が昇る前の夜間であり、断続的に活発な行動を起こす。平均して2時間ほど動き回り、50分間を食事に費やす。

### 社会性

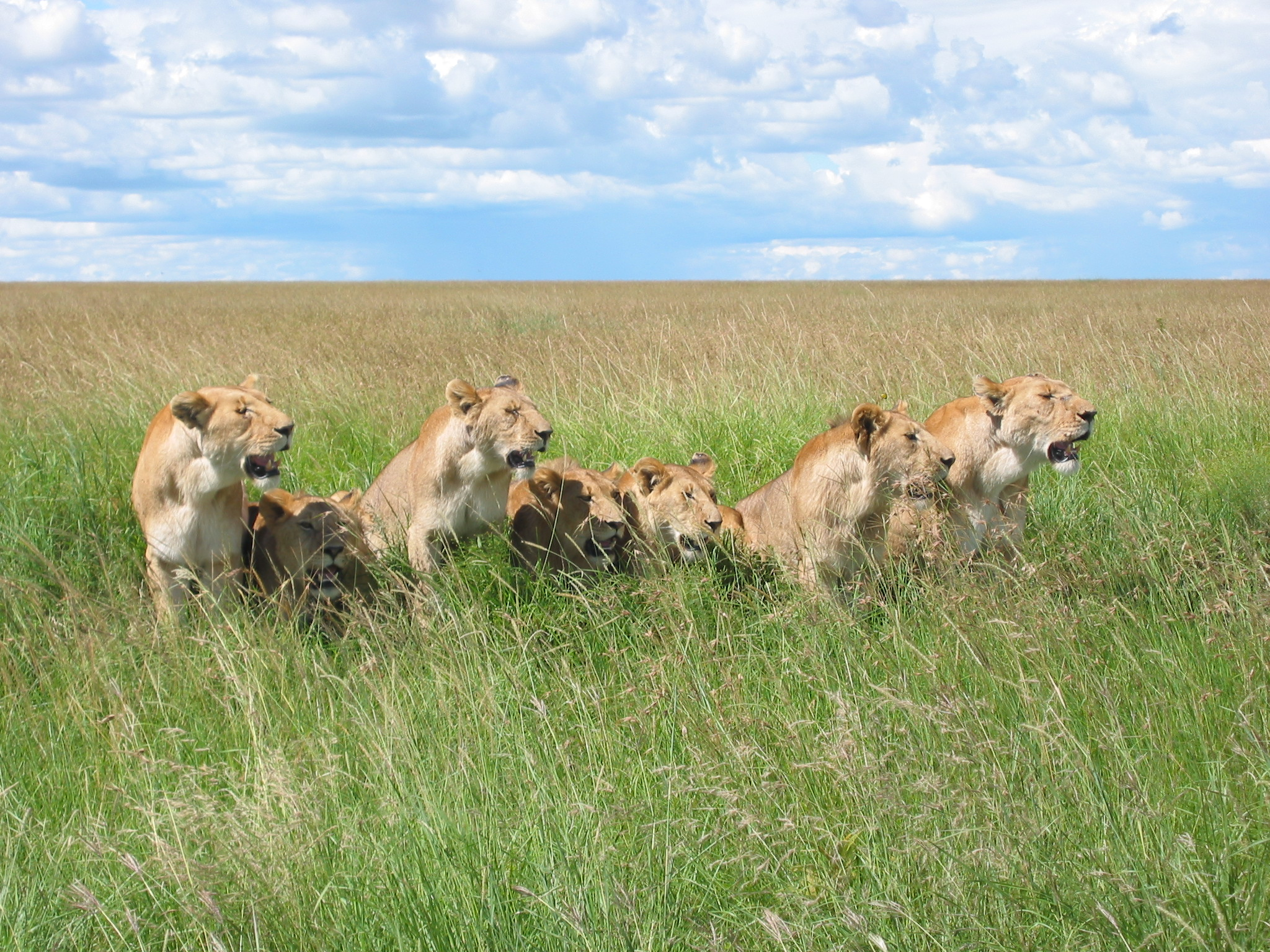
ケニアのマサイマラ国立保護区に棲む群れ。

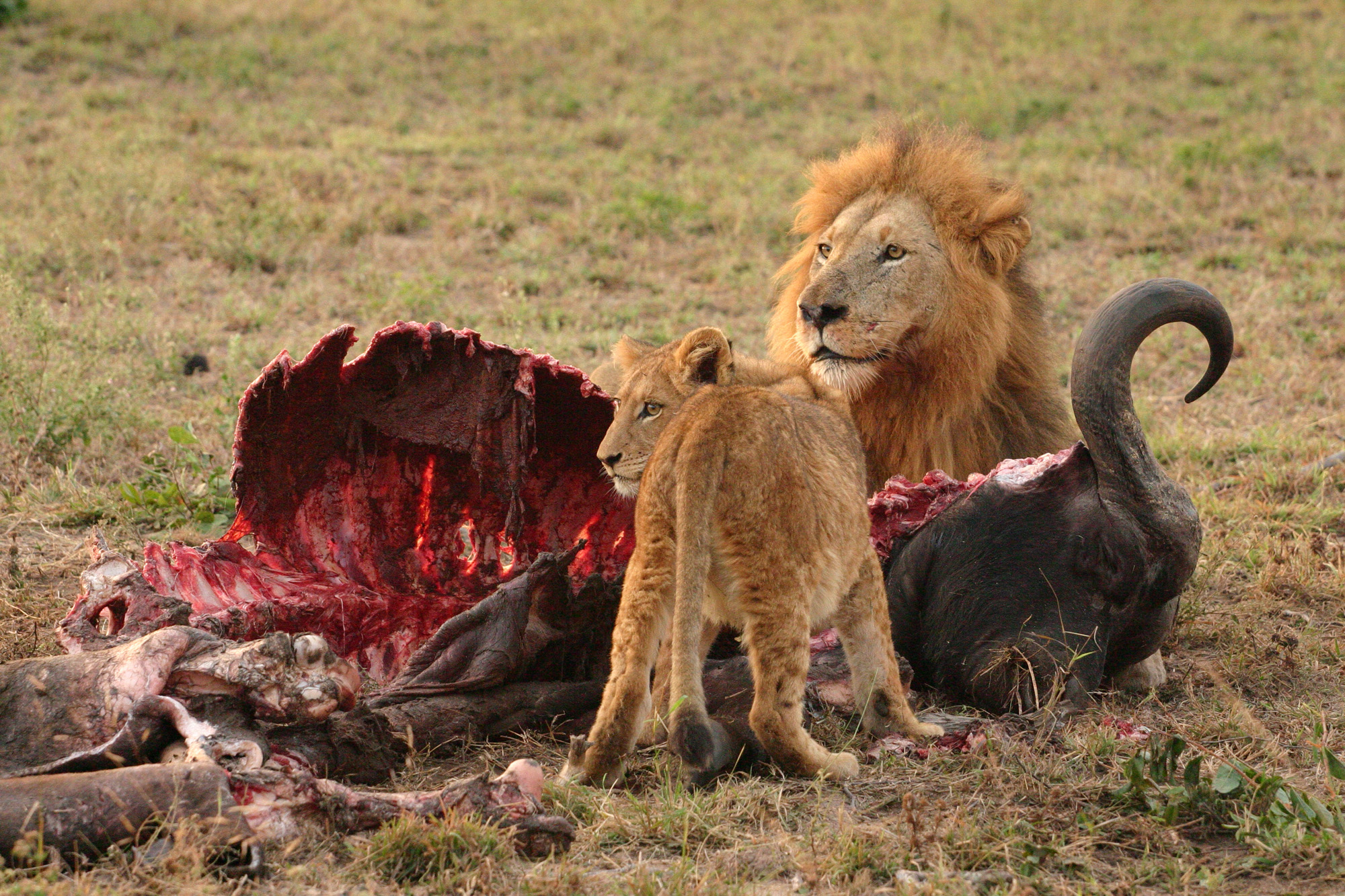
オスの幼獣に対する態度は個体によって異なる。しかしメスよりも幼獣と食糧を分け合う傾向がある。

ライオンにはタイプの異なる二つの社会がある。ひとつは定住性のプライドと呼ばれるものである。群れはたいてい5-6頭のメスと、このメスらと交尾する1-3頭のオスからなっている（1頭より多い場合が群れとして扱われる）。その子供は、オスでもメスでも群れに含まれる。30頭以上からなる非常に大きなプライドが観察されたこともある。連合における成体のオスの数はたいてい2頭であるが、4頭前後まで増えることもある。
もうひとつは遊牧的な生活スタイルである。オスの幼獣は、成熟すると自分の群れから追い出されてしまい、1頭あるいは2頭で広大な土地を放浪する。このペアは、生まれ育った群れから追い出されたオス同士で組まれることが非常に多い。遊牧的なスタイルが定住型にもなりうるし、その逆もある。オスはこの両方の生活を経験しなければならず、そのまま他の群れに加わることができない個体もいる。遊牧的な生活を送るメスが、他の群れに加わるのはオスよりも遥かに難しい。群れのなかのメスたちは結びつきが強く、馴染みのないメスが家族ともいうべき集団に加わろうとすることを拒むからである。
プライドの行動範囲をプライドエリアと呼び、遊牧的なスタイルの場合、それはレンジと呼ばれる。プライドにいるオスたちはエリアの外周に身をおき、その縄張りを警戒してまわる傾向にある。「なぜあらゆるネコ科のなかで、最も高い社会性がライオンに育まれたのだろうか」というテーマについては幾つもの議論がなされてきた。狩りの成功率を高めるためというのがもっともらしく思えるが、実験などで裏づけられたわけではなくはっきりしない。狩りを協同で行うことは捕食の機会を増やすことであるが、一方で群れが大きくなり狩りを行わないライオンが増えることで、1頭あたりのカロリー摂取量は減ることになる。またそこで育つ幼獣が群れを去るのはずっと先のことである。群れのメンバーは狩りのなかで常に同じ役割をこなす。狩りをおこなうものの健康は群れの存続に直接関わるため、彼らは狩りを行った場所で一番先に獲物にありつくことができる。血縁淘汰（同族のライオンはそうでないものより食料にあずかりやすい）を含めた同様の恩恵は、幼い仲間を守ることや縄張りの維持、飢えや怪我への保険(individual insurance)にも及ぶ。
群れのために狩りのほとんどを行うのはメスである。オスは重くて目立ちやすいたてがみが狩りの妨げとなるし、また最中に興奮しやすいということもある。獲物に忍び寄り、捕食を成功させるため、メスたちはグループをつくり協力し合って行動する。しかし狩りの現場に雄がいた場合、彼らはすでに雌たちが狩った獲物を独り占めしてしまう傾向にある。獲物を分けあうとすればメスよりも幼獣とであることが多く、オス同士で獲物を分けあうことは滅多にない。比較的小さな獲物の場合はその場で食事が行なわれ、ハンターたちがそれぞれ分け前にあずかる。獲物が大きかった場合はたいていプライドエリアまで引きずられていき、群れで共有されるのだが、メンバーたちはできるだけ多くの食事を得ようと互いに積極的になる。
敵から群れを守るのは雄の仕事でも雌の仕事でもあるが、必ず特定の個体が先頭にたち、他のメンバーはその背後につく。ライオンたちは群れのなかで特定の役割を担っている傾向にあり、後者のライオンでも集団にとっては得がたい貢献をしている。侵入者を撃退するリーダーになることには見返りのようなものがあり、群れの中でのメスの地位にもそういった役割が反映しているのではないかという説もある。プライドと行動するオスは、群れにおける自分の地位を転覆させようとする他のオスと戦わねばならない。群れという安定した社会的単位にあるメスは他のメスを許容することはなく、その構成が変化するのはメスの幼獣が産まれる時と死んだ時だけである。一方でオスは2-3歳で成熟したとみなされ、群れを去らなければならない。メスも群れを去り放浪することもある。

#### コミュニケーション

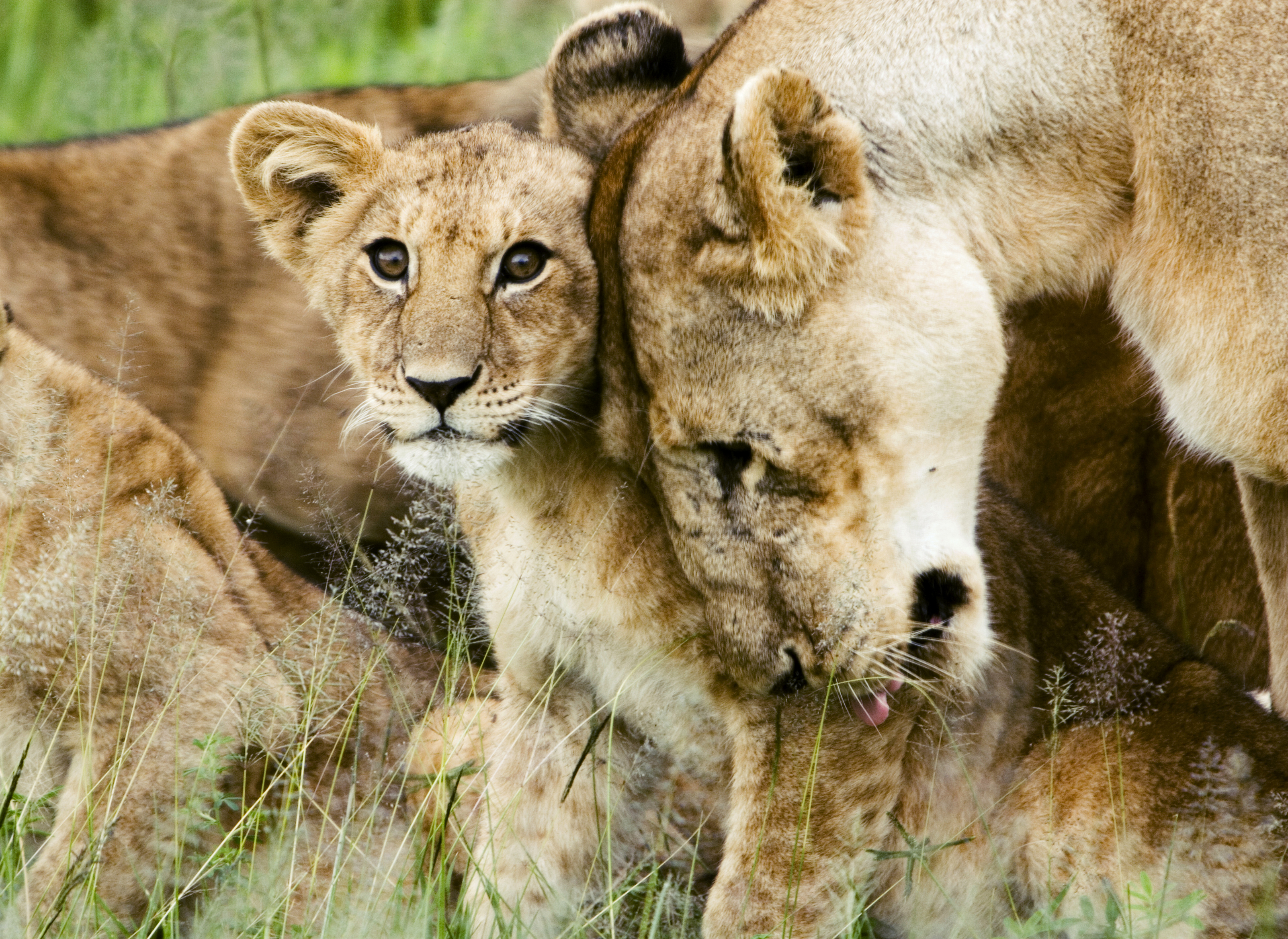
プライドの仲間に頭をこすりつける行動はひろく見られる

狩り以外にもいくつもの社会的な行動を見せる。この動物が何かを表現する動きは非常に発達している。最もよく見られる友愛的な身振りが、頭をすりつけ舌で舐めつけることである。これは霊長類の毛づくろいにあたる。他の個体に頭をこすりつけたり額や首に鼻を寄せたりするのは歓待的な行動で、仲間としばらく離れていたり敵と戦ったりした後にしばしば見られる。オスは他のオスに、幼獣やメスはメスに対して行う。2頭が互いに舌で舐めあうということもよくある。むしろ相互におこない、された側が喜びを露にするのが一般的である。頭部と頸部が舐められることが一般的だが、これは身体の構造上の問題である。ライオンは自分の頭部や頸部を舐めることができないためである。
外見的にそれとわかる表情や身振りなども豊富であり、発声法も複数存在する。強弱とピッチなどが使い分けられ、単なる個々の合図というのではなく、コミュニケーションの主要な道具となっている。ライオンが出す音には、唸り声や叫び声、咳払いのようなものから、グルグルと喉を鳴らしたり、ネコや犬のような鳴き声まである。叫び声をだすときは、非常な特徴がある。まずとても低い声からはじめゆっくりと吠え、最後に何度か短く唸る。たいていそれは夜であり、8km先からも聞こえるほどである。大型のネコ科動物は最も大きな声を出すことで、自分の存在を誇示しているのである。

### 狩りと食性

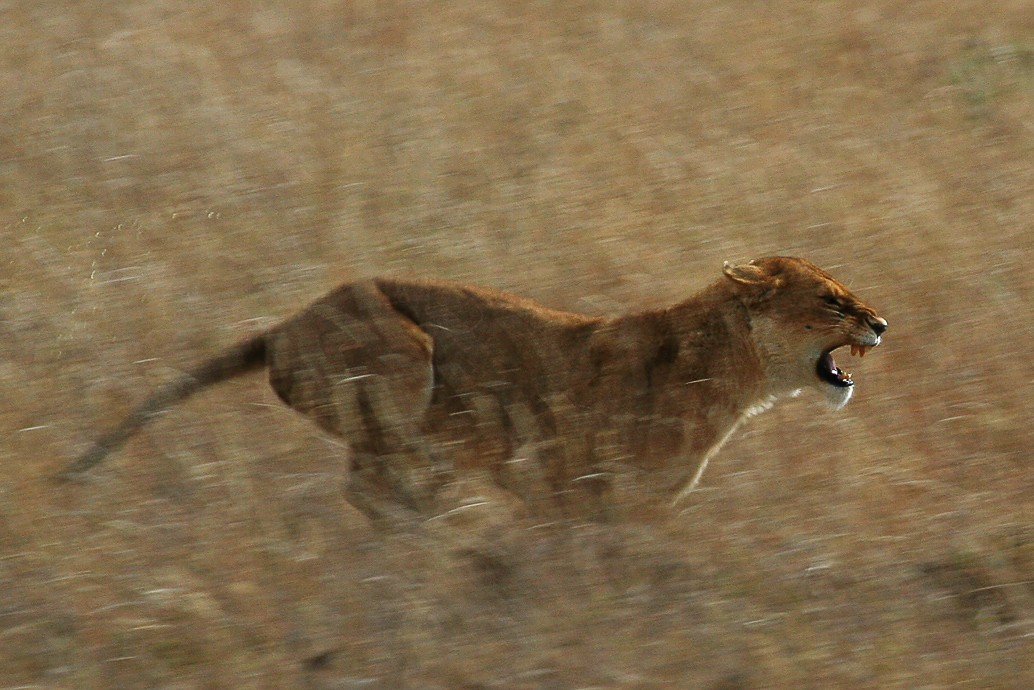
走行するメス

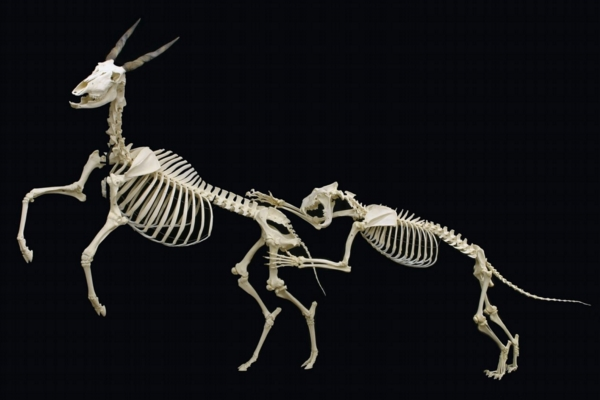
オクラホマシティの骨学博物館に展示されたイランド（エランド）を襲う場面を再現した骨格標本。

集団で協力し合って狩りをし、狙った獲物を追いかける。一方で持久力についてはあまり知られていない。たとえばメスの心臓は体重の0.57%を占めているに過ぎず、雄であれば0.45%にまで落ちる（一方でハイエナはほぼ1%台である）。したがってメスが走るスピードは時速81kmにまで達するのだが、ピークはごく僅かしか維持できないため、獲物に攻撃を仕掛ける前に十分に近づく必要があり、およそ30m以内まで詰め寄ると言われている。メス達は目立ちにくくなるよう、カモフラージュできる場所を選んだり夜の間に狩りをおこなう。何匹かのメスが集い、目当ての群れを数箇所から囲い込むのが典型的な狩りのスタイルである。群れに十分近づいたなら、通常最も近い獲物を標的にする。一気に襲いかかり、最後の一跳びで獲物を捕まえようとする。そして獲物はたいてい絞め落とされて脳虚血、窒息により死亡する。もしくは口と鼻を顎で塞がれ窒息する。小型の獲物の場合は前足の一撃で絶命する。
獲物は主に小型、中型、大型の哺乳類であり、とくにアフリカではノウサギ、ヒヒ、イボイノシシ、トムソンガゼル、インパラ、スプリングボック、シマウマ、ヌー、トピ、アフリカスイギュウ、キリンなどが多い。インドではそれがニルガイやイノシシ、シカになる。機会さえあれば狩りの対象はさらに広がり、クーズーやハーテビースト、ゲムズボック、イランドといった50-300kgの有蹄動物も獲物となる。また時としてヤマアラシ、ツチブタ、マングース、ミーアキャット、オオミミギツネ、ラーテル、ダチョウ、ハゲワシ、ナイルワニ、ニシキヘビ、ナイルオオトカゲ、リクガメのような獲物も襲うことがある。集団で狩りをするため、アフリカのあらゆる動物を獲物とすることができる。成熟したゾウ、サイ、カバ、キリンなど非常に大型の動物も獲物になる。キリンやバッファローなどは地域によってはしばしば獲物となることがある。たとえばクルーガー国立公園ではキリンが日常的に狩られており、マニャラ公園ではアフリカスイギュウが全体の食事量の62%を占める。これはアフリカスイギュウの生息数が非常に多いことも原因である。サヴティ川流域ではゾウさえも獲物となってしまう。ガイドの報告によれば、ひどく腹をすかせた場合はアフリカゾウの幼獣を獲物とし、頭数の多い群れだと視界が悪くなる夜間、または昼でも成獣でさえも狩ってしまうことがある。2008年ボツワナでは2頭のメスライオンが推定10歳のメスゾウを殺した。珍しい例だがアフリカゾウの10歳のメスは2500kgほどあるので特筆すべき出来事である。ベナンではライオンの獲物のうちカバが17%を占める。サイを殺すこともあるが一般的にはライオンは成体のサイを避ける。
いくつもの研究によって集められた様々な統計から、190-550kgの哺乳類を常食していることがわかる。アフリカではヌーが最もよく獲物となっており、セレンゲティではおよそ全体の半分にもなっている（シマウマがそれに次ぐ）。小型のガゼルやインパラその他すばしこいレイヨウなどは一般に狩りの対象とはならない。190kg以下であってもイボイノシシはしばしば狩りの対象となる。家畜も襲うため、インドではしばしばウシが犠牲となる。ヒョウやチーター、ハイエナ、リカオンなど他の肉食動物も狩ることができるが、食べることはほとんどない。屍肉も漁る。病死したものでも他の肉食動物が仕留めたものでも変わらず。輪をつくっている猛禽類に常に目をやり、ハゲワシなどが死体や弱った動物を囲んでいないか注意深く観察するのである。一般に大食いであり、一度に30kgの肉を平らげる。獲物を食べきれない時には数時間休んで再び口をつける。成獣はメスで1日におよそ5kg、オスで7kgの肉を必要とする。
獲物に見つかりやすい開けた場所で狩りをするため、集団行動をすることでその成功率を上げようとする。特に大型の動物を狙う場合はなおさらである。また獲物を仕留めたあとに、ハイエナなど他の肉食動物に手柄を横取りされないためにもチームワークは必要となる。遮蔽物のないサバンナでは何km先からもハゲタカが集まっているのが容易に見てとれるからである。狩りの大半はメスライオンがこなし、個々のメスライオンがそれぞれの位置について獲物を「鶴翼」で囲んで攻撃をしかけたり、集団で密集して移動し他のライオンと争って獲物を襲うというのが典型的である。そのためオスライオンが怠け者であるといった俗説が一部にあるが、これは誤りでありオスライオンはカバ、キリン、バッファローなどの大型動物を専門とする非常に有能なハンターである。アフリカゾウを狩る場合通常7頭のメスライオンが必要だが、オスライオンは2頭で可能である。
若い個体が初めて狩りに加わるのは生後3ヶ月ほどである。ただし獲物を追うだけで、実際に襲うのは1歳。2歳で狩りができるようになる。
ディスカバリーチャンネルの専門家達による一対一の殺し合いのシミュレートでは、ライオンはアフリカゾウには負けるが、トラ、シロサイ、カバ、ヒグマ、セイウチには勝つと判断され、百獣の王の名に恥じぬ結果となっている。

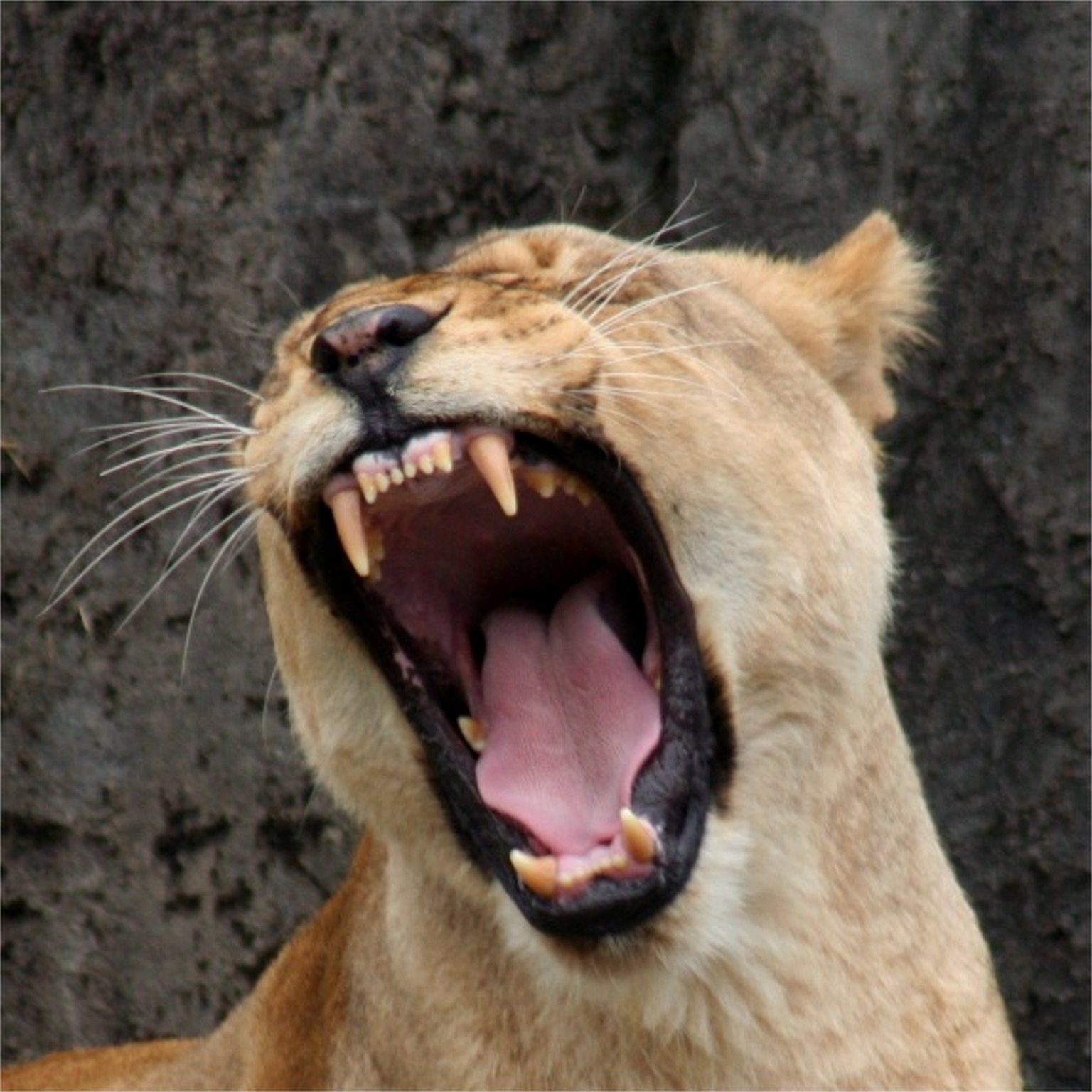
鋭い牙を持つが、獲物はたいてい絞め殺されて窒息する。
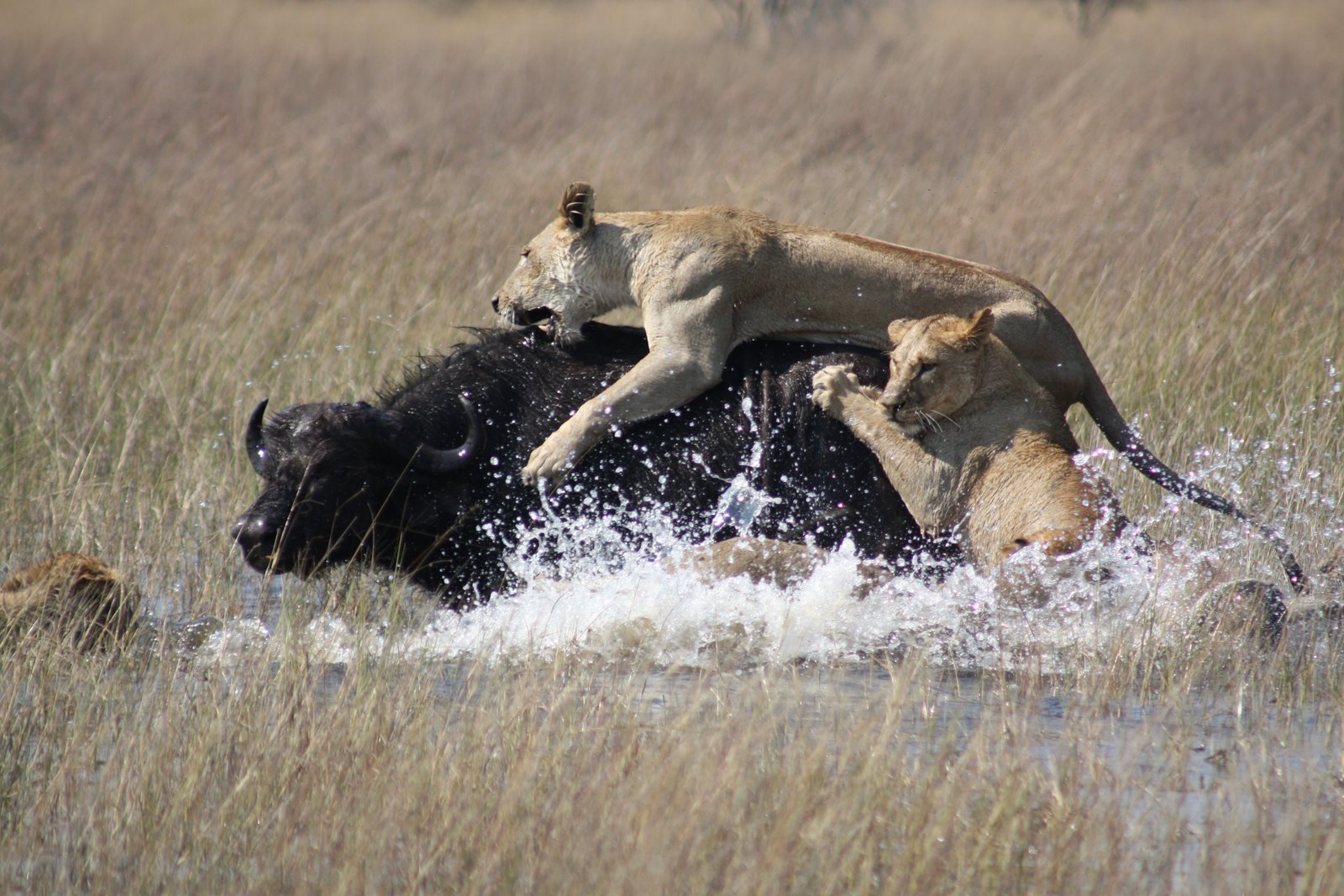
アフリカスイギュウを狩る本種（ボツワナ）
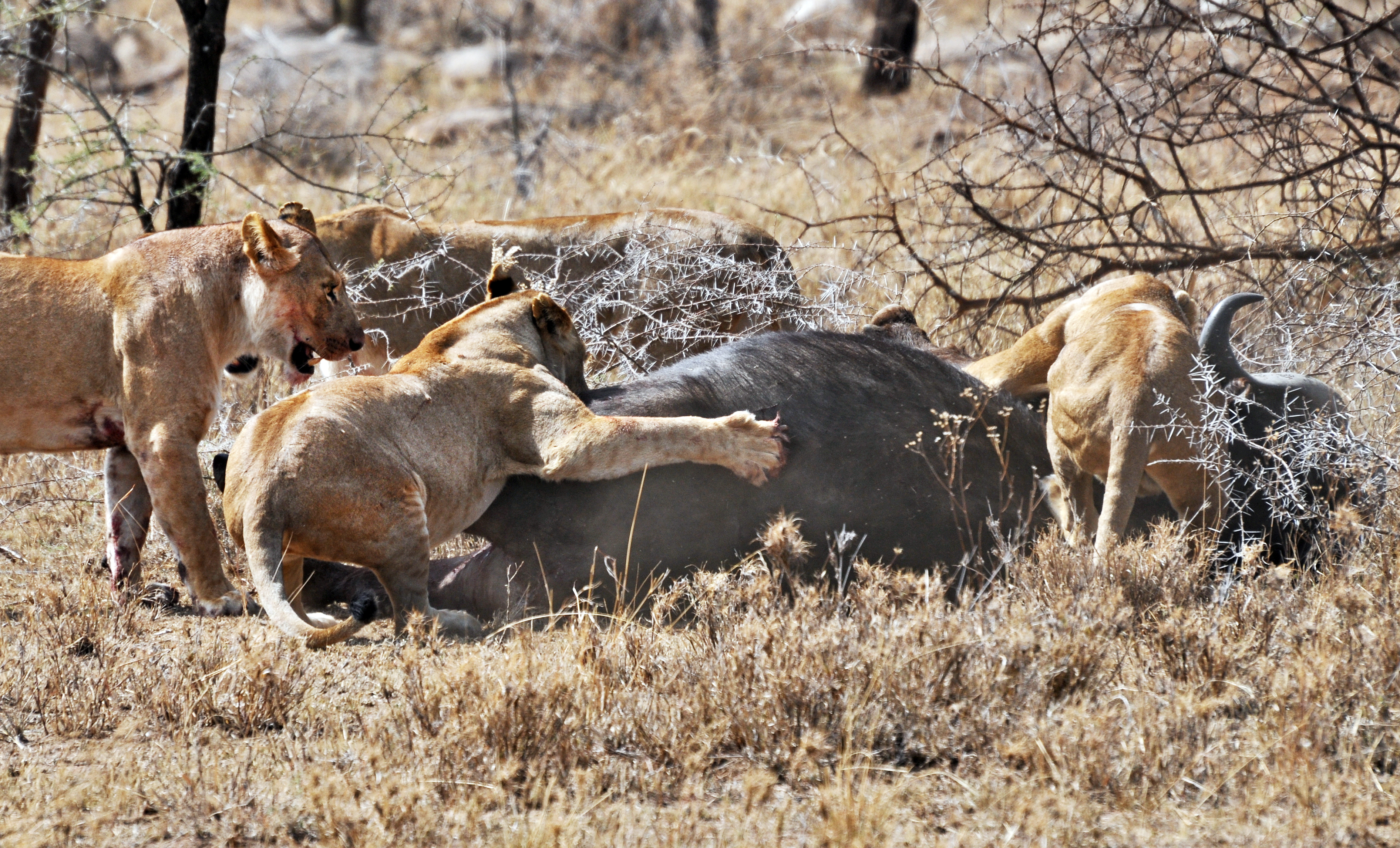
アフリカスイギュウを倒す本種（タンザニア）
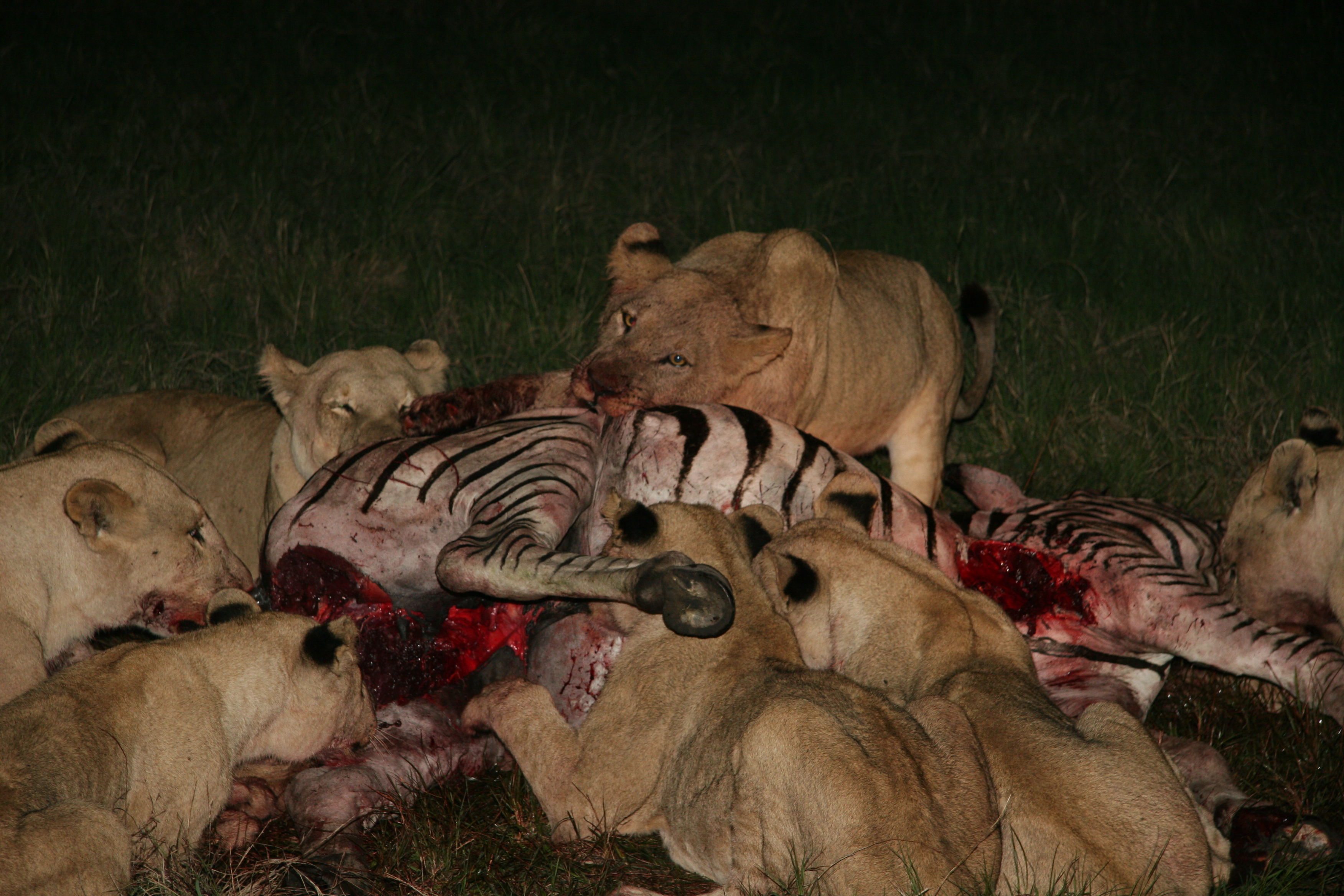
獲物（シマウマ）を分け合う群れのメンバー。

### 繁殖と生活周期

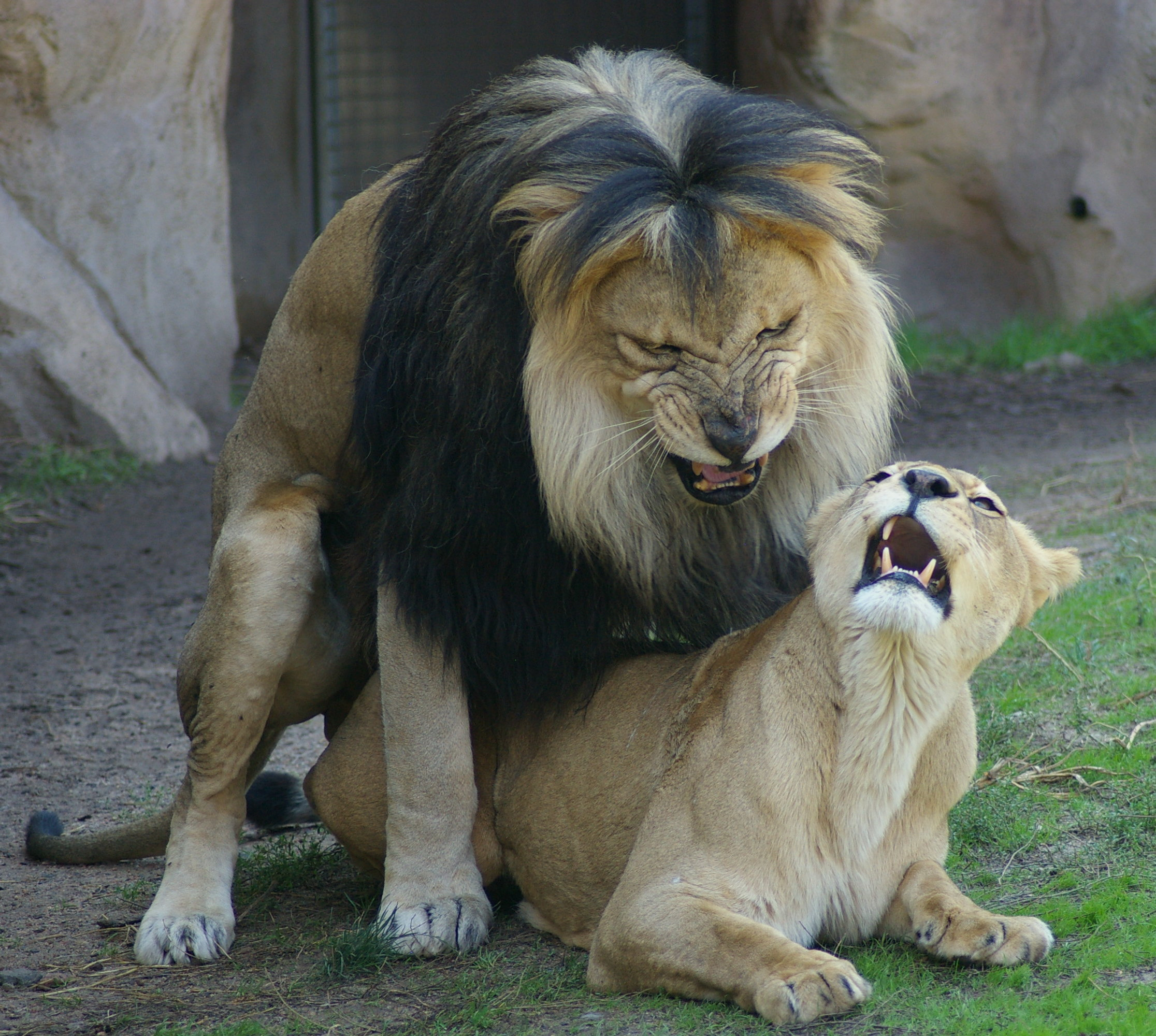
交尾をする番（つがい）

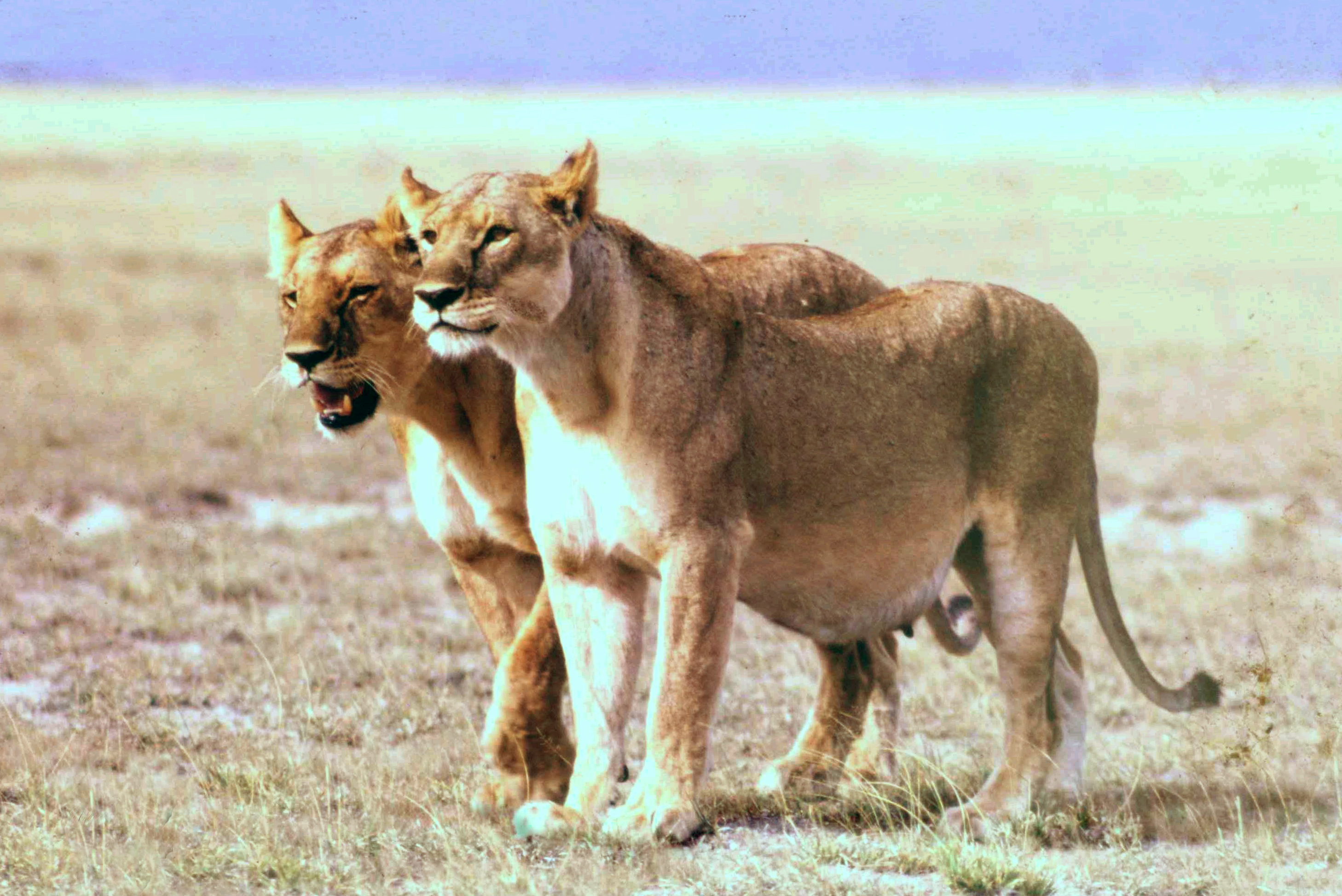
妊娠したメス（右）

繁殖様式は胎生。1回の交尾は約20秒で、1日に最高で50回以上交尾を行うこともある。妊娠期間は98 - 114日。プライドから離れ、1回に1 - 6頭（主に2 - 3頭）の幼獣を産む。授乳期間は7 - 10か月。メスは同じ群れの幼獣を一緒に育て、自分が産んだ幼獣以外にも授乳する。幼獣は生後3か月で肉を食べられるようになる。幼獣は隠れ場所に24時間放置されることもあり、上記のように獲物が少ないと育児放棄されることもあるため、他の肉食獣に捕食されることもある。セレンゲティ国立公園では獲物が季節によって移動するため、生後1年以内の死亡率は63 %に達するという報告例もある。生後2年に達すると死亡率は激減し、セレンゲティ国立公園では約20 %になる。生後2年以内の死亡率は80 %以上。オスは生後4 - 6年、メスは生後3年で大人になる。野生下ではオスは最大16年、メスは最大18年の長期生存例があるが、12年以上生きる個体は少ない。
通常、ライオンは4歳頃に受胎が可能となる。交尾の時期は決まっておらず、発情期のようなものはない。他のネコ科の動物のように、オスはペニスに傘状の「突起」を持っている。この「突起」がメスの性器を刺激し、排卵を促す。メスが一頭のオスとだけ交尾するということはまずなく、交尾期には複数のオスと接触するのが普通である。交尾は数日かけて行われることもあり、番のライオンはたいてい食事をとらず1日におよそ20-40回の接合を行う。また飼育個体は妊娠しやすい傾向にある。
妊娠期間は平均110日であり、メスはプライドの場所からやや離れた、他の動物の目につかない巣穴で1頭から4頭の幼獣を産む。出産直後の子ライオンは体重が1.2kgから2.1kgほどでおよそ1週間は目が見えない状態であり、ほとんど無力である。這いずりまわるのは生後1-2日で、3週間ほどで歩き回ることができるようになる。幼いうちはこの巣穴に比較的近い場所で狩りを行い、移動の際も他の動物に襲われないようにメスが子供たちの首筋をくわえて何度もねぐらをかえる。
母となったメスは普通、子供が生後6-8週間になるまでプライドに戻らない。例外的にこの期間が短縮されるのは、他のメスライオンと出産時期が重なった場合である。例えばプライドにいるメスたちはしばしば同時に受胎するため、幼獣に乳をやり育てることは共同（子供がひとり立ちする準備段階に入るまで）で行われる。この場合母ライオンが誰かということは問題にされず、幼獣はプライドにいる全てのメスから同じような扱いをうける。出産が重なることは、彼らが生き残らせ、大きく育てるためには大事なことである。たとえばあるメスが他のメスの出産後1-2ヶ月して子供を産んだ場合、後から産まれた幼獣が食事から締め出され飢死しがちである。
2歳まで生きる幼獣は20%に満たない。ジャッカルやハイエナ、ハゲワシ、ヘビに襲われることもあり、アフリカスイギュウでさえ子供のライオンの匂いを嗅ぎつけたなら、親たちの守ろうとした巣穴に殺到し、踏み殺そうとする。
プライドのオスが争いに負けて交代すると、新しいオスが幼獣を殺すこともある。これはおそらくメスライオンは子供が成長するか死ぬまでは発情しないからである。子殺しを行うオスに母ライオンはしばしば反発するが、成功することはまれである。たいていオスは2歳に満たない幼獣を殺す。母ライオンはオスよりも体重が軽く、力も弱い。1頭のオスに対して3、4頭のメスが結束した場合には、子供を守れることもある。
初めてプライドへと連れていかれた幼獣は母ライオン以外の前ではじめから堂々と振舞うわけではない。しかしすぐにプライドでの暮らしに夢中になり、幼獣同士だけでなく成獣とも遊ぼうとする。母ライオンは我慢強くなる傾向が強いが、オスの場合は時と場合による。じっと幼獣がその尻尾やたてがみで戯れるのに任せる時もあれば、唸り声をあげて追い払う時もある。
離乳は生後6-7ヶ月からである。オスは3年ほどで成熟し、4、5歳になると他のプライドのオスたちと決闘して、縄張りを争うようになる。10-15年で力が衰えるほどの高齢になるが、それはプライドを守るために致命傷を負ったことがないことを意味している。またライバルのオスから群れを追い出されたものが再び天下をとることはごくまれである。子孫を増やし育てることはごく短い期間だということである。プライドを支配してすぐに子供を儲けることができた方が、追い出される前に成長させることができる。
プライドから追放され、放浪者となるのはオスばかりではない。多くのメスは産まれたプライドに留まり続けるが、プライドが大きくなりすぎると若いメスが縄張りを追われ、群れから放り出される。さらに新たなオスがプライドを支配するようになると、若い個体は雌雄を問わずに追い出されないという保証はない。メスが放浪して生きることは簡単ではなく、こうしたメスが幼獣を成熟させた例はほとんどない。ある統計によれば雌雄を問わずに同性間でホモセクシュアリティー的な交流を持つ。

#### 雑種
とくに飼育下において、ライオンと他の大型のネコ科との間に交雑を経た雑種が生まれることがあり、ライガー、タイゴン、ティグロン、レオポン、ジャグリオン（Jaglion）などが知られている。

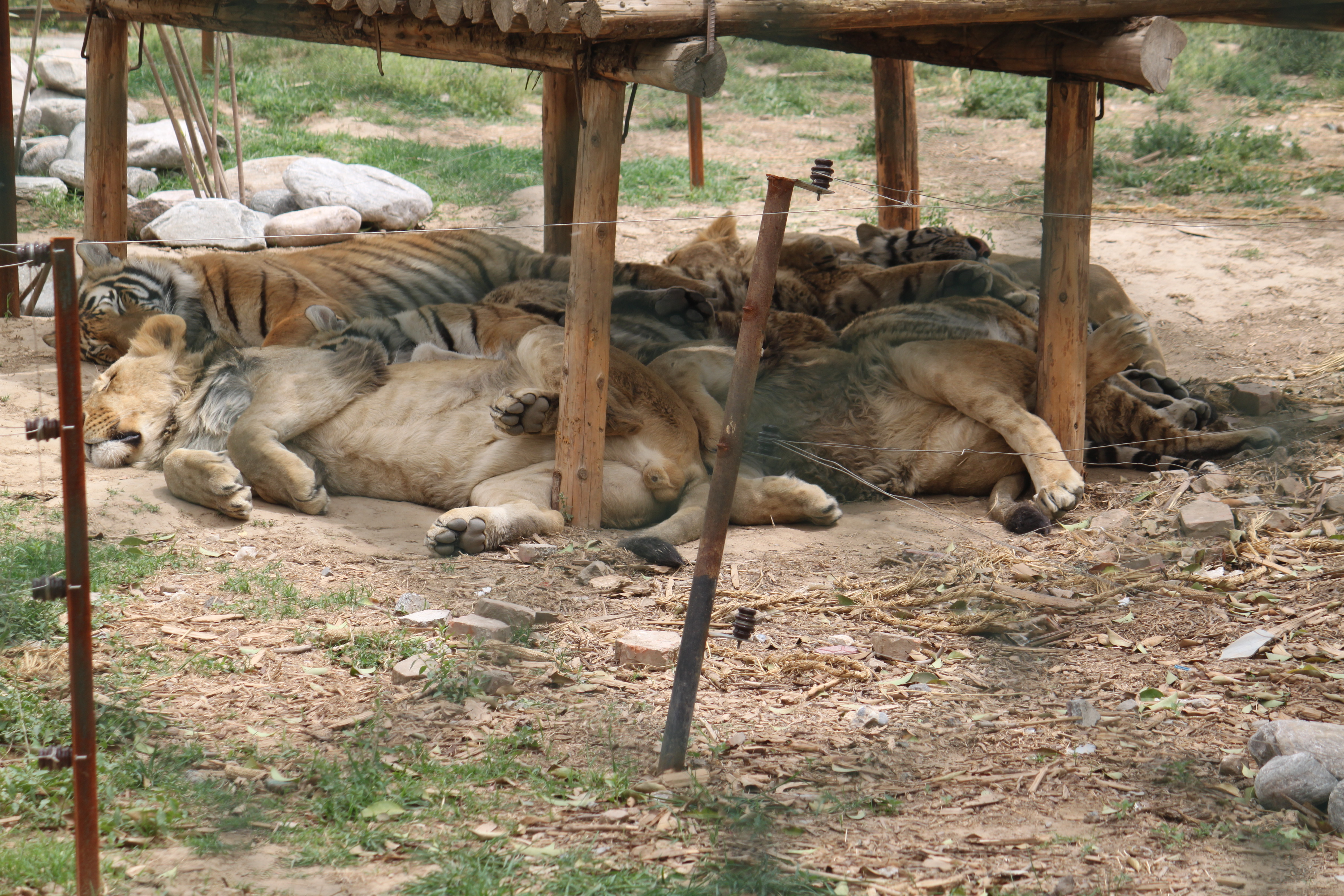
中華人民共和国・鄭州市の動物園で飼育されているライオン、トラ、ライガー、ティグロン。
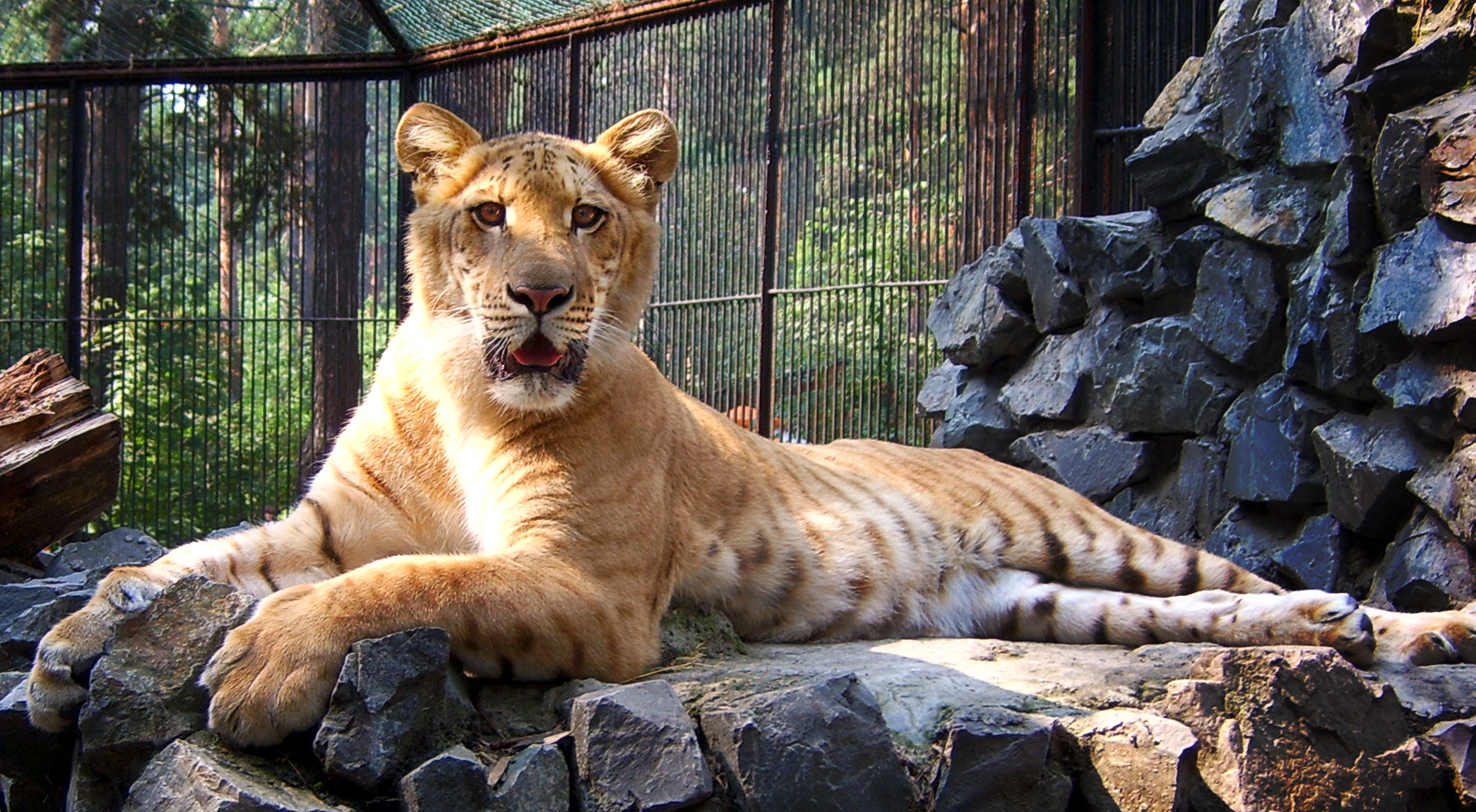
ロシア連邦・ノヴォシビルスクのノヴォシビルスク動物園（英語版）で飼育されているライガー。
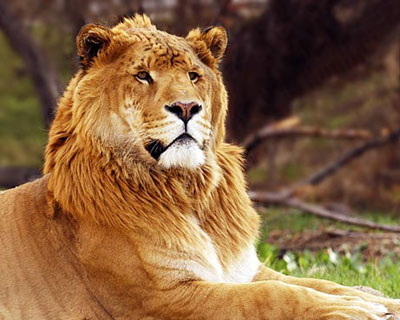
たてがみが発達したライガーのオス。
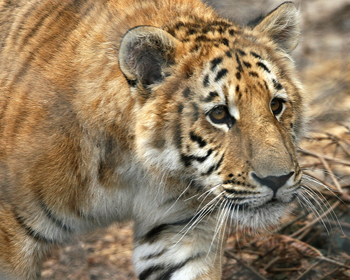
メスのライガーとオスのトラの雑種。
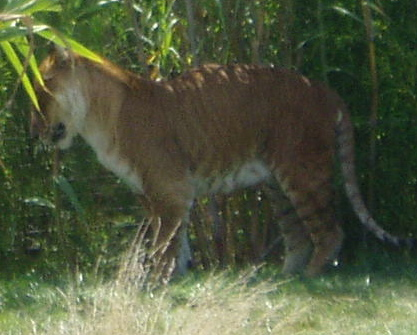
タイゴン（オーストラリア・キャンベラ）
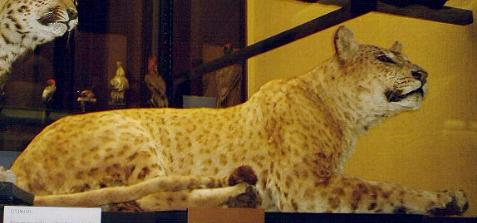
ライオンとジャガーの雑種（ジャグリオン）
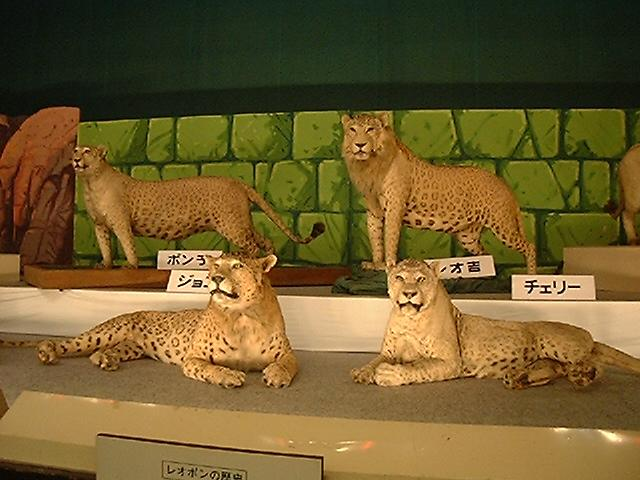
レオポンの剥製（甲子園阪神パーク）

### 捕食者同士の争い
本種とブチハイエナが同所的に分布している地域では、この2種が同じ生態学的なニッチを占めて対立することになる。時には全体の食糧の68.8%が重なってしまうことがある。ンゴロンゴロ保全地域では本種がブチハイエナの倒した獲物を奪うことが日常的になっていて、ブチハイエナの高い死亡率につながっている。ハイエナたちが食事をする時の呼び声をテープで再生すると、本種が現れるという報告例もある。命の危険に晒されたブチハイエナはすぐその場から立ち去るか、30-100mほど距離を置いて食事が終わるまで待ち続ける。一方でハイエナの数が圧倒的に優勢な時など場合によっては食事を続けたり、逆に本種に襲い掛かることもある。食糧とは関係ないところでもこの2種は対立することがあり、はっきりとした理由が見えないような状況で本種がハイエナに飛びかかり、傷を負わせたりする。1頭の雄ライオンが別々の場所でリーダー格の雌ハイエナ2頭をかみ殺した姿が記録されていて、このオスはハイエナを食事にしたわけではない。エトーシャ国立公園のハイエナの71%は本種に襲われて死んでいる。ブチハイエナはライオンが繰り返し自分たちの縄張りに侵入してくるプレッシャーに耐えているのだ。飼育されたブチハイエナである実験をすると、ライオンに全く接した経験のない個体はその姿を目にしても無関心であるが、匂いを嗅ぐと怯えだすということが明らかになった。
チーターやヒョウといったライオンより小型のネコ科動物と共存している地域でも、ライオンは支配的な影響力を持つ傾向にあり、その獲物を奪うほか、子供たちや時には大人（成獣）でさえも捕食してしまう。チーターがその獲物をライオンや他の捕食者に奪われる確率は50%にもなる。ライオンはチーターの子供にとって最大の脅威であり、襲われて生後1週間で命を落とす子供は実に90%に達する。チーターは時間を細かくずらして狩りを行い競合を避け、子供たちは深い茂みに隠しておく。ヒョウも同じような戦略を使っているが、チーターと違ってヒョウは木登りが得意であり、そこに子供たちを置くことでライオンから身を守っている。しかし、雌ライオンは時々ヒョウの獲物を奪うために木に登ることがあるが、ヒョウ程高い所までは登れない。リカオンに対してもライオンは優位に立ち、獲物を奪いとるだけでなくまた稀にリカオンの子供や大人を狩ることもある。
アフリカニシキヘビも彼らの捕食対象となる。
陸に上がったナイルワニはライオンに狩られるが、水辺ではライオンがワニの餌食になる事もあり、相互に捕食と被食の関係にある。

## 人間との関係
人間を襲うことは少ないが、一部の地域では人間を獲物と認識しており、ごくまれに継続的に人間を襲う例もある。
開発による生息地及び獲物の減少、毛皮や肉目的の狩猟、娯楽としての乱獲、毒餌による中毒死、害獣としての駆除などにより生息数は減少している。セレンゲティ国立公園では1993 - 1994年に犬ジステンパーの流行により1,000頭以上の大量死が発生し、生息数が激減した。1977年にネコ科単位でワシントン条約附属書II、2019年にインドの個体群のみワシントン条約附属書Iに掲載されている。1975年のワシントン条約発効時から亜種インドライオンがワシントン条約附属書II、1977年にはワシントン条約附属書Iに掲載されていたが、2019年に分類の変更に伴い亜種インドライオンの掲載は抹消されインドの個体群としてワシントン条約附属書Iに掲載されている。
アフリカ大陸西部個体群
CRITICALLY ENDANGERED (IUCN Red List Ver. 3.1 (2001))

P. l. persica インドライオン
1900年に領主により、狩猟が規制されたギルの森を除いて絶滅した。生息地は国立公園として保護されている。現在は生息地の国立公園への追加指定や、国立公園内から人や家畜を放出する保護対策が進められている。1963年における生息数は285頭、1969年における生息数は177頭と推定されている。
ENDANGERED (IUCN Red List Ver. 3.1 (2001))

日本では2020年の時点でパンテラ属（ヒョウ属）単位で特定動物に指定され、2019年6月には愛玩目的での飼育が禁止された（2020年6月に施行）。
ヘロドトスとアリストテレスは、ヨーロッパにはアケローオス川（アヘロオス川）とネッソス川（メスタ川）の間にだけライオンが生息していると記した。この地のライオンは、紀元前480年に古代ギリシア征服（ペルシア戦争）のため行軍中のペルシア軍の輸送隊のラクダを襲った。

### 象徴

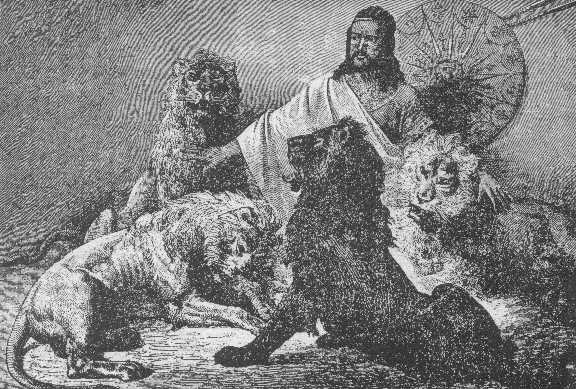
強者の象徴であるライオンに囲まれる「王の中の王」エチオピア帝国皇帝テオドロス2世。

ヴェネツィア共和国の国旗。

古来より紋章や文様に用いられている。また、強大さと特徴的なたてがみを持つ凛々しい姿から「百獣の王」としてよく例えられ、権力（王権）、力、神性、恐怖の象徴として使用される。古代エジプトでは人の顔、ライオンの体、鷲の翼を持つスフィンクス、獅子の顔を持つ神々（セクメト、バステト、テフヌト）として神格化された。他にも、アッカド神話の雌ライオン頭を持つ魔の女神ラマシュトゥ等がいる。
日本の狛犬や沖縄のシーサーもインドでライオンを意匠化した石獅子が中国経由で伝わったものと考えられる。中国では法の守護者とみなされ、仏教では建物の守護者とされた。
仏教においては文殊菩薩の乗騎とされ、仏画としてよく描かれている。また文殊菩薩の浄土清涼山には牡丹が咲くとされるが、獅子が百獣の王であるのに対し、牡丹は百花の王といわれる。
キリスト教では、本種は聖マルコの象徴である。聖マルコはヴェネツィアの守護聖人であるため、サン・マルコ広場 にあるライオンの像を始め、ヴェネツィアのいたるところで本種の意匠を見ることができる。ヴェネツィア国際映画祭の金獅子賞もそれに由来する。
イングランド王室でも王冠をかぶったライオンが象徴として用いられているが、これはノルマンディー公時代から受け継がれており、現在のフランスのノルマンディー地方でも本種をあしらった旗が用いられている。勇猛なことで知られるイングランド王、リチャード1世は獅子心王と呼ばれていた。
マサイ族では、人間の力を誇示する目的でライオン狩りをするといわれ、仕留めたライオンのたてがみを頭に被り、祭りのような派手な祝いをする。

イングランド王室紋章
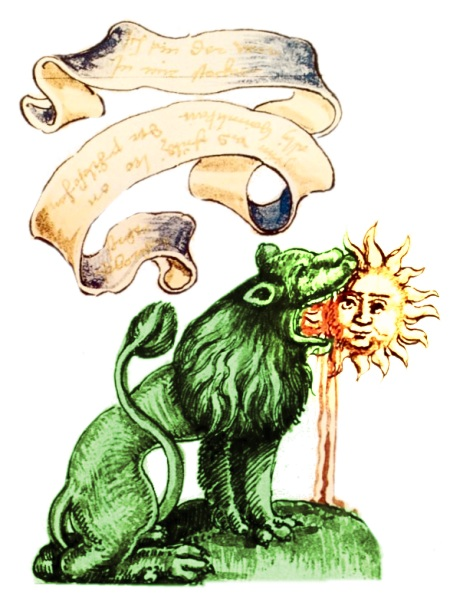
錬金術の書物に頻繁に登場するモチーフ「緑のライオン（Leo viridis）に食い尽くされる太陽」
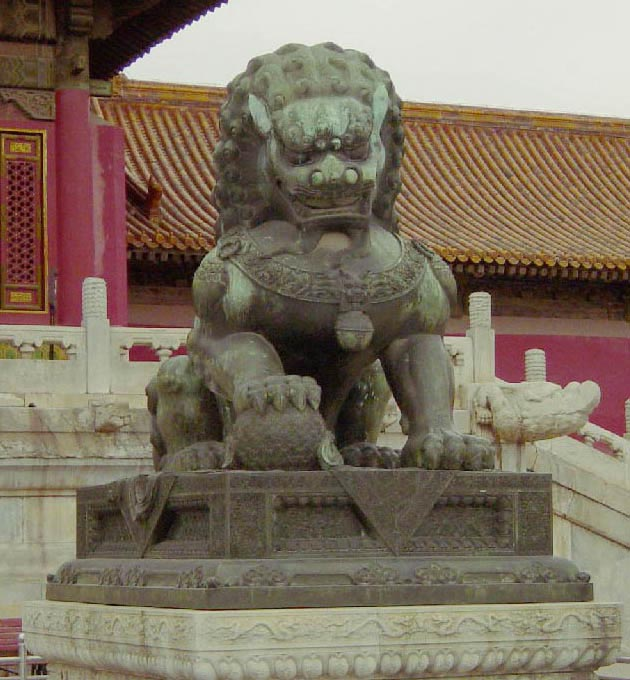
紫禁城の石獅子（中国語版）
殺戮と伝染病の女神セクメト
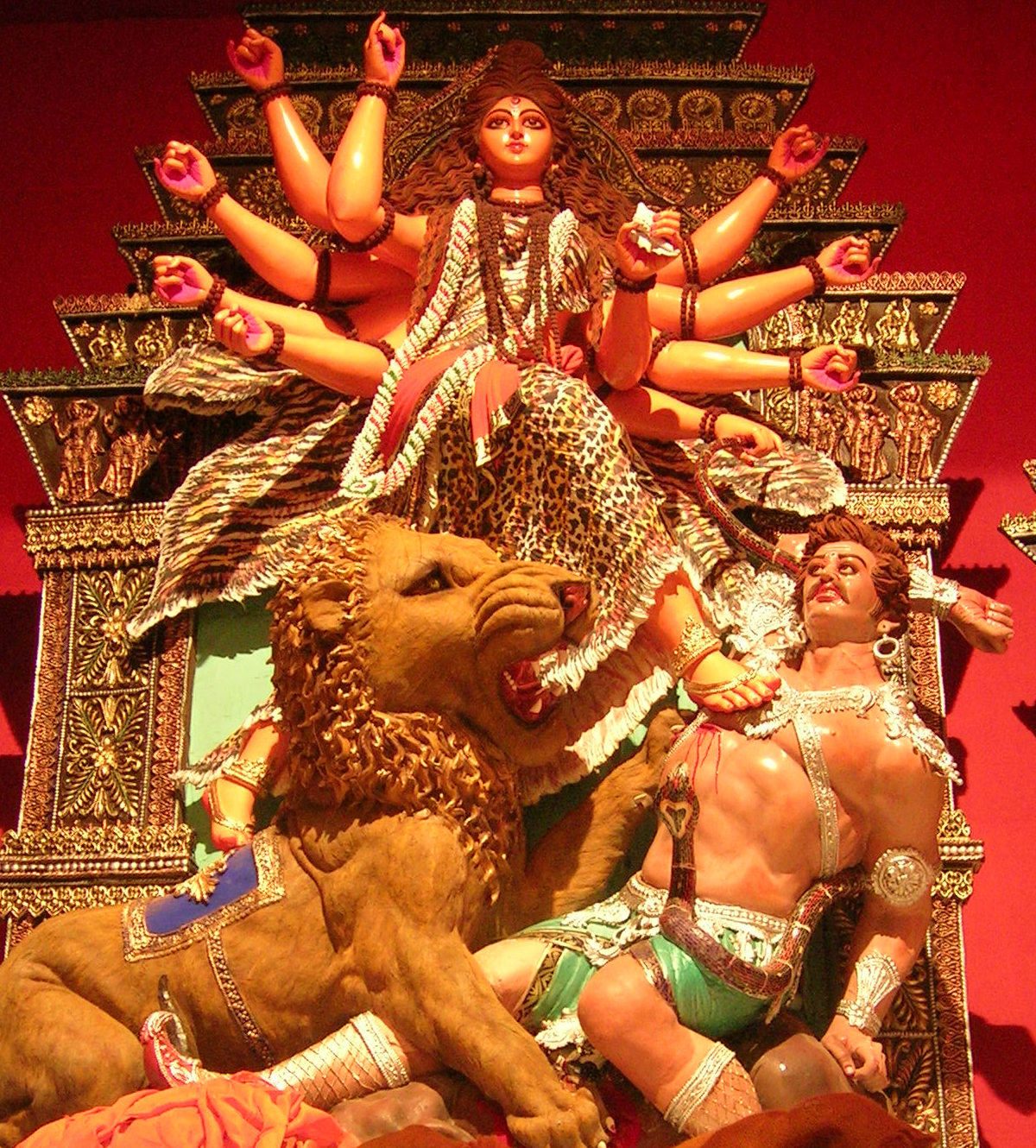
ライオンに乗りマヒシャを攻めるヒンドゥー教の戦いの女神ドゥルガー

#### ライオンを由来とする事象や商標など
- メトロ・ゴールドウィン・メイヤー - 会社のロゴにライオンが使われている。[119]これはレオ・ザ・ライオンと呼ばれ、この会社の前身であるゴールドウィン・ピクチャーズの時代から使われている。
- ライオン看板 - ライオンたてがみの面構えに似ているという洒落と自嘲でトタン看板の造作を「ライオン造り」と称していた（東京っ子が命名したという）。
- シエラレオネ - スペイン語で「ライオンの山」を意味する「Sierra León」に由来する。
- ライオン (企業) - ライオン株式会社の創業は1891年、当時は小林富次郎商店と言った。「ライオン歯磨」の発売は1896年。小林が知り合いの牧師に商品名を相談して「ライオンは歯が丈夫であるし商品の名前としてうってつけではないか」と言われて付けた。[120]
- ライオンズマンション - 一部の物件で入り口に座ったライオンの銅像が置いてある。ライオンの名前の由来は群れで行動し、家族を大切にするライオンにあやかり、マンションに住む住人たちの家庭円満を願ってのものである。[121]
- スバル・レオーネ - イタリア語の「雄ライオン」から、「獅子座宮星座」「勇者」という意味も込めて命名された。
- 埼玉西武ライオンズ - 日本のプロ野球球団。パシフィック・リーグに所属している。

### 文化
物語において、ヘラクレスの物語に登場するネメアーの獅子などの強敵とし登場することがある。
東アジアから東南アジアにかけては、獅子（唐獅子）を芸能、舞踊、演劇、楽曲などとして取り上げるものも多く、美術作品の題材として取り上げられることもしばしばあった。古くは伎楽において、また後世においては能の石橋をはじめ、様々な獅子舞や、音楽作品として地歌の「獅子物」、長唄の「石橋物」等の作品群、また園芸植物にも獅子の名のつく品種名は少なくない。

#### 著名な創作物
- 野生のエルザ - いくつかの書籍や映画にまとめられたライオンの保護飼育の記録。
- ナルニア国物語 - 物語上のキーキャラクターとしてアスランが登場する。
- グレートハンティング - ライオンの人食いシーンが登場してヒットしたイタリア映画。
- ジャングル大帝 - 手塚治虫原作の漫画とアニメ。白いライオン「レオ」の物語。
- ライオン・キング - アフリカを舞台としたライオンの王の物語。
  - ライオン・ガード - 『ライオン・キング』の後日談。プライドランドの王「シンバ」の息子「カイオン」と仲間達がプライドランドを守る物語。

### 保全状態
2002-2004年現在のアフリカでの野生個体数は16500-47000頭と推測されているが、1990年代初めになされた調査では1950年には10万-40万頭までいたとされていた。生息地の減少と人間との衝突が種を脅かす最大の原因と考えられる。ライオンたちがいま生き残っている地域はそれぞれが孤立した状態にあり、近親繁殖が進んでしまうため、遺伝的な多様性が失われている。西アフリカにおけるライオンの数は中央アフリカのそれと非常に差があり、交配する個体の交替が全くと言っていいほどなされない。
保護には国立公園や禁猟区を設置し維持することが求められる。ザンビアのエトーシャ国立公園、タンザニアのセレンゲティ国立公園、南アフリカのクルーガー国立公園などが有名である。このエリアの外では人間や家畜と接触するために問題が起こってしまうため、たいていライオンのほうが排除される。亜種インドライオンはインド西部にあるギル国立公園が最後の生息地となっている。そこは1,412平方キロメートルの面積を持ち、2006年4月の時点でおよそ359頭の生息が確認されている。アフリカと同様にこの公園に非常に近いところに大勢の人間が暮らしているため、ライオンと家畜や地元民、保護団体のあいだで問題が生じている。亜種インドライオンを復活させるプロジェクトが計画され、インドのマディヤ・プラデシュ州にある野生動物保護区に複数頭がまとめられた.亜種インドライオンが生き残るためには遺伝子プールとを確保し、遺伝的多様性を広げ、維持することが重要なのである。

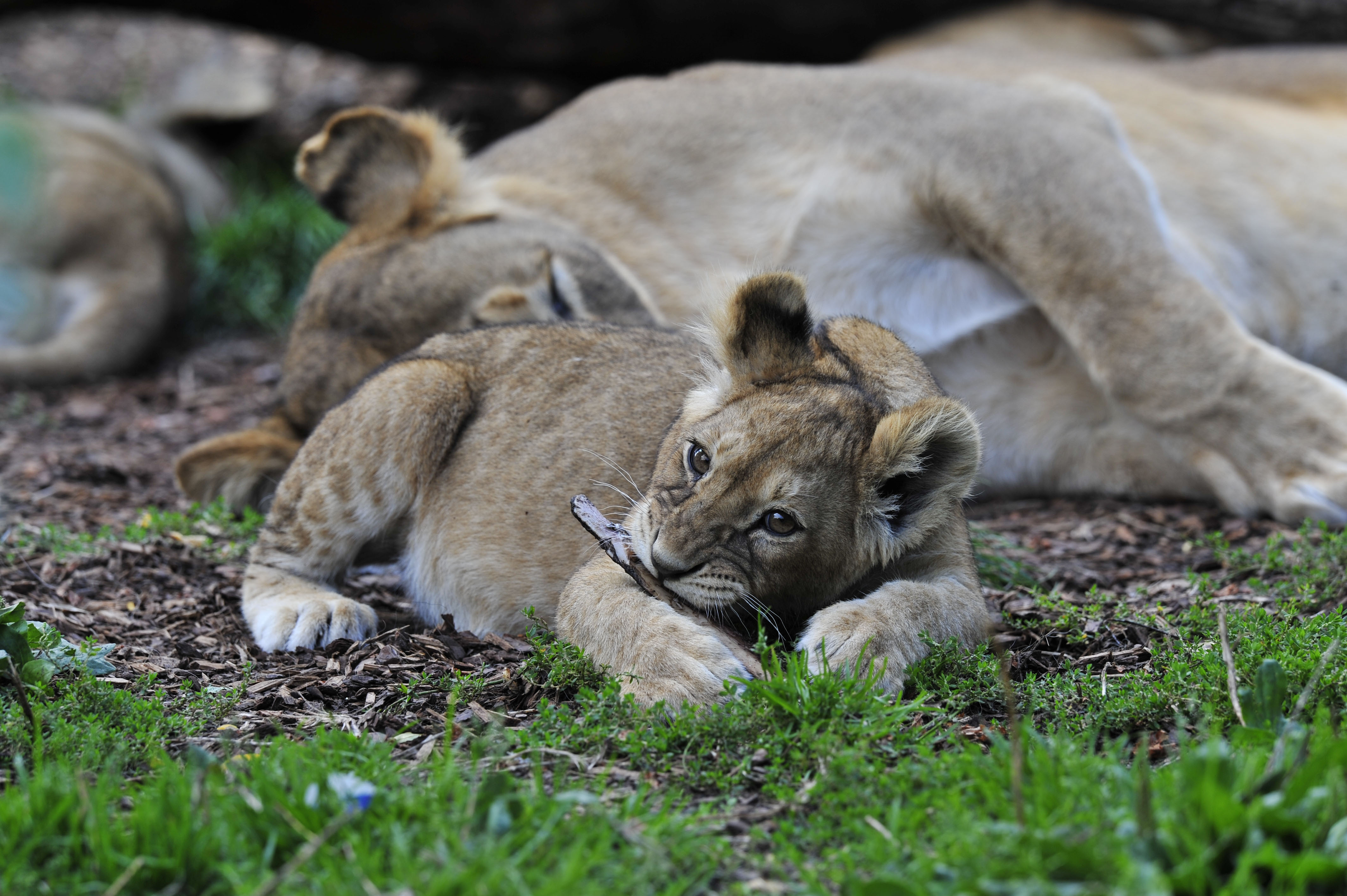
樹皮のかけらと戯れるライオンの子供。

かつて動物園の基亜種は人気があったが、個別に飼育されることでバーバリライオンの野生個体数が減っていくという結果につながった。イギリス、ケント州のポート・リム野生動物公園にいた12頭はモロッコ王が所有していたペットの子孫であった。他にも基亜種と考えられる個体11頭がエチオピアの首都アディスアベバの動物園で発見されている。こちらは皇帝ハイレ・セラシエが飼っていたライオンの子孫である。ワイルドリンク・インターナショナルはオックスフォード大学と共同で、国際的なバーバリーライオン・プロジェクトを立ち上げている。これは世界中のバーバリーライオンを同定し、繁殖することで定期的にモロッコのアトラス山脈にある国立公園に再導入していくというものである。
アフリカで生息数が減っているという事実が明らかになると、それを食い止めるために幾つもの保護プログラムが組まれるようになった。本種はSSP(Species Survival Plan)に含まれる動物であり、動物園と水族館が団結して生存の可能性を高める努力が行っている。この計画はもともと亜種インドライオンを対象に1982年に始まったものだが、北アメリカにいる亜種インドライオンの多くがアフリカ産の亜種と交配され、遺伝的に純粋ではないことが判明したために棚上げされていた。アフリカのライオンを対象にした計画は1993年に持ち上がる。これはとりわけ南アフリカの亜種に重点を置いたものであったが、飼育個体の遺伝的多様性を判断するという難題が課せられていた。ほとんどの個体はその血統がはっきりしていないためである。
南アフリカのプレトリア大学はライオンの人工授精による出産を研究し、2018年8月25日、世界で初めて2頭の誕生に成功した。

### 人食いライオン

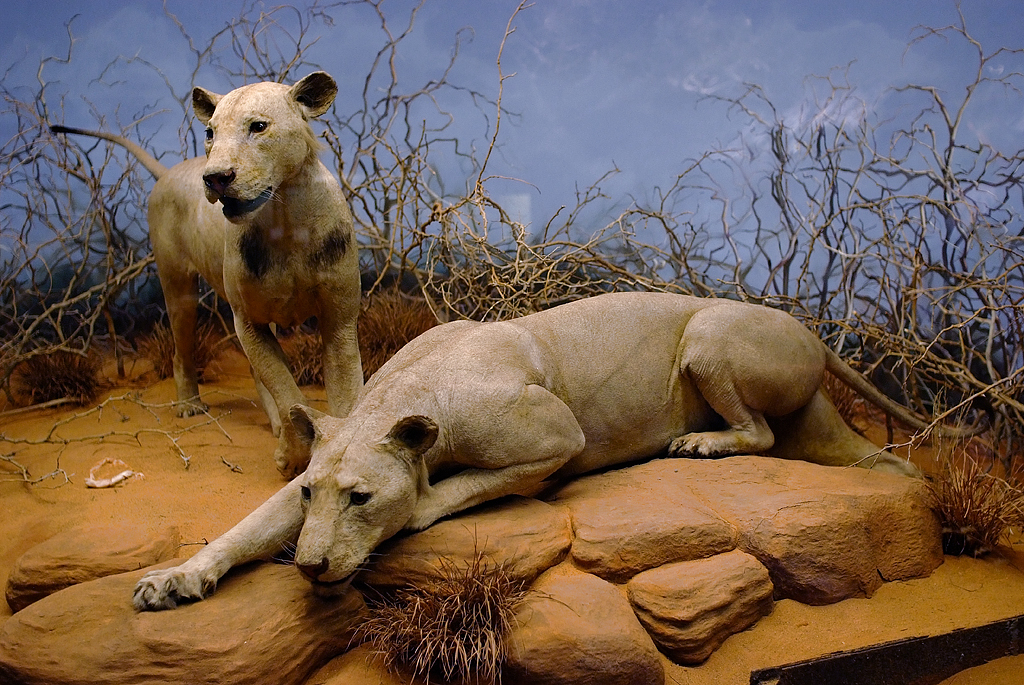
シカゴの博物館に展示されるツァボの人食いライオン（剥製）。

通常は人を襲うことはないが、例がないわけではない。非常に有名になったものにツァボの人食いライオンがいる。これは1898年にケニア（当時はイギリス領東アフリカ）のツァボ川に架橋する工事の最中に起こった悲劇で、ケニア-ウガンダ間に鉄道を敷くための9ヶ月に合計で28人の工夫が犠牲になったものである。1991年にはザンビアでも事件が起き、ムフエのルアングワ渓谷で6人がかみ殺されている。この人食いライオンたちを撃ち殺したハンターは、ライオンたちが捕食行動を行っていたと詳細に記している。ツアボとムフエの事件には類似点が見られ、どちらのライオンも平均よりも巨大な体躯を持ち、たてがみがなかった。そして虫歯に苦しんでいるらしきところも共通していたが、この虫歯も含めた疾患によるストレスという説を支持する研究者は皆無である。博物館のコレクションに加えられた人食いライオンたちの顎と歯の分析が示しているのは、虫歯はいくつかの付随的な条件を示すことはあるかも知れないが、ライオンたちが人を襲ったのは人間の多い地域で食糧が不足したためだという可能性が最も高いということである。ツアボの事件を中心に人食いライオン一般を研究した学者は、病気になったり傷を負ったライオンが人を襲う傾向にあることは認めたが、そういった行動は決して異常ではなく、機会さえあればむしろ当然のものだとしている。家畜や人間に遭遇するなどの要因さえあれば、ライオンはいつでも人間を獲物にしうるということである。著者たちはこういった人間との関係は古生物学の記録によればヒョウや他の霊長類にも十分に確認できると記している。ライオンがどのように人を襲うのかという傾向については体系だてられた調査が存在する。アメリカとタンザニアの科学者は、タンザニアの地方でライオンの被害が増加していると報告している。それによれば1990年から2005年にかけて数が増しており、少なくとも563の村が襲われ、1世紀も前に有名になったツアボの事件の被害者数をはるかに越えるスピードで人間が殺されている。たとえばルフィジ県のセルー国立公園周辺やモザンビーク国境沿いのリンジ地方などで事件が多発している。人口が増えてより辺境に暮らす人が多くなったことも原因の一つだが、著者たちが主張しているのはライオンの保護プログラムが危険を放置したままにしているということである。これらのケースではプログラムがそのまま被害につながっているからである。リンジでのケースは、村から出た人間がライオンに襲われた例として記録されている。
『エデンの人食いライオン』の著者ロバート・R・フランプは、南アフリカのクルーガー国立公園を夜中に横切るモザンビークの難民が定期的にライオンに遭遇し、殺されていると指摘し、公園側もそれが問題となっていることを認めている。公園がアパルトヘイトの対象となり、難民が夜中にそこを通らなければならなくなって以降、10年間で数千もの人々が犠牲になっているとフランプは言う。国境が封鎖されるまでの100年近く、モザンビークの人間は日中を比較的安全に歩いて通ることができたのだ。
パッカーの試算によると、毎年200人以上のタンザニア人がライオンを含め、ワニ、ゾウ、カバ、蛇に殺されている。実際の数字はこの倍に達することもありえ、少なくともそのうち70がライオンによるものである。彼は1990年から2004年までの記録をつくり、タンザニアでのライオンが815人を襲い、そのうち563人を食い殺しているとしている。パッカーとイカンダは欧米流の保護プログラムがこういった側面にも責任を持たねばならないとする数少ない論者でもある。ライオンの保護と人命への倫理的な配慮を両立させなければ、長期的な成功はなしえないからである。
2004年にはタンザニアの南で人食いライオンが射殺されている。ルフィジ県の鉱山地帯にある村々で事件を起したこのライオンは、少なくとも35人を襲い、食い殺したとされている。GTZのコーディネーターであるロルフ・D・バルダス博士は、臼歯の下に大きな膿瘍があったことが人を襲った原因である可能性が高いと語った。このライオンの臼歯にはいくつかの亀裂さえあり、「特にものを噛む時にはおそらくひどい痛みを感じていた」。GTZとはドイツの開発協力機構で、この20年間タンザニア政府と協同で野生動物の保護に取り組んでいる。彼によれば、他のライオンと同様にこの個体も巨大な体躯をもち、たてがみが無く、そして歯に問題を抱えていた。
『All-Africa』の記録は、ツアボの事件ではなく、あまり知られていない1930年代の終わりから40年代にかけてのタンガニーカ(いまのタンザニア)での人食いライオンの事例を集めたものである。それによれば保護区の巡視員でありプロのハンターであるジョージ・ラシュビーが駆除したプライドには、現代で言うンジョレ地区で3世代にわたって1500から2000もの人々を食い殺してきたとされているものがあった。

### 飼育

#### 概要

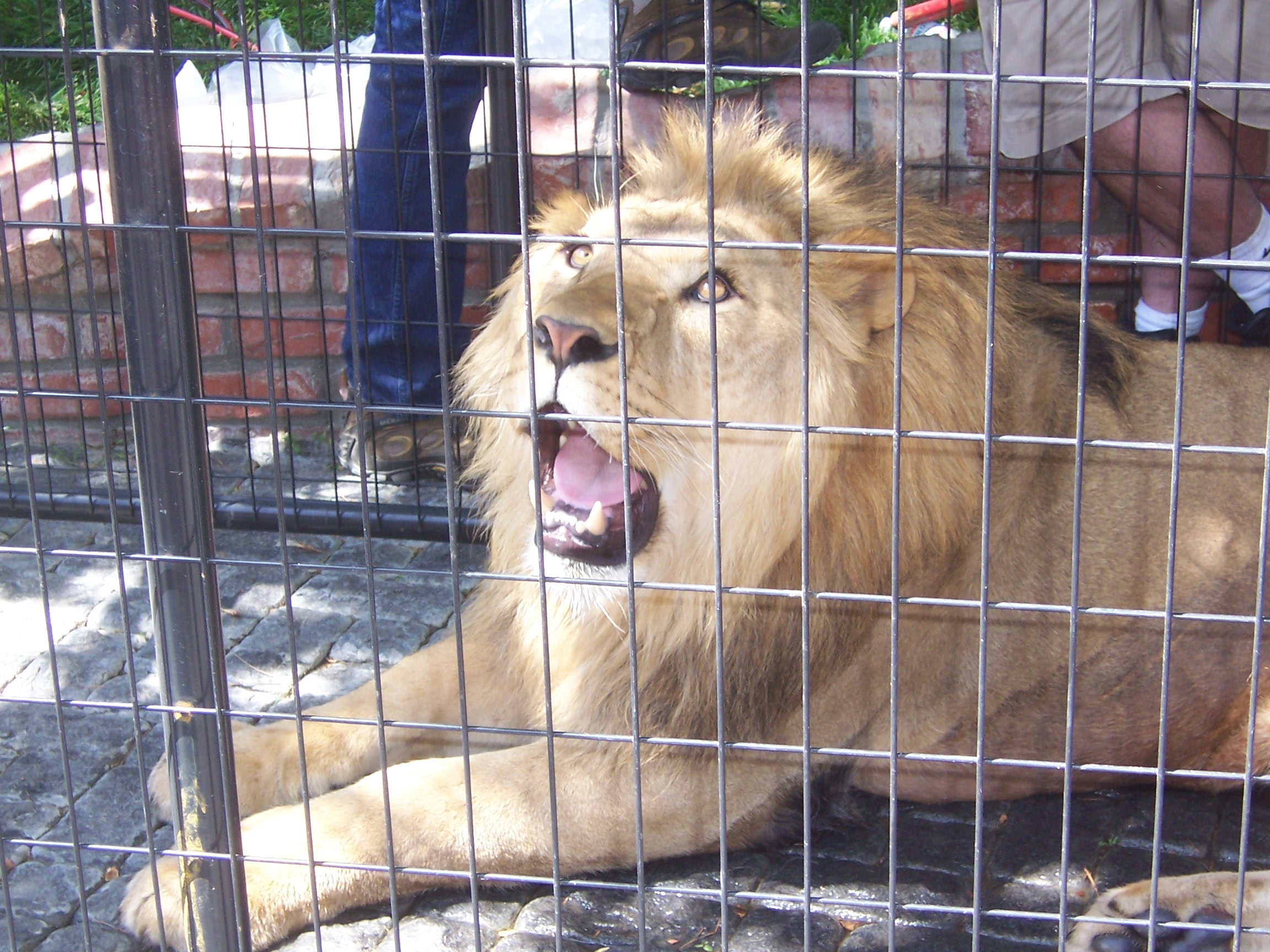
飼育個体

18世紀後半には動物園の目玉になっていた。彼らのような大型のネコ科とともに、ゾウやサイ、カバなどの脊椎動物や霊長類なども人気を博していた。かつて動物園はこういった珍しい動物を可能なかぎり集めていたのである。現代の動物園の多くはもっと的を絞っているのが普通だが、それでも世界中の動物園や国立公園には1,000を超えるアフリカ産の個体と100を超える亜種インドライオンがいる。彼らは大使のような扱いを受け、教育や観光、環境保護のために駐在していると考えられている。飼育個体は20年以上生きることもあり、ハワイのホノルル動物園にいた「アポロ」は22歳まで生きて2007年8月に死んだ。1986年に産まれた彼の姉妹2頭は、2007年8月現在も存命である。なお、日本では、横浜市立野毛山動物園にいたオス「モドリ」（2008年3月に24歳で死亡）が最高齢である。繁殖プログラムは異なる亜種を交配しないよう、血統を明らかにする必要がある。そうしなければ保護する価値がわからなくなってしまう。

##### ライオンバス
東京都日野市の多摩動物公園のライオン園では「ライオンバス」と呼ばれるサファリバスが運行している。バスに乗って間近でライオンを観察することができ、運営は東京動物園協会、運転は京王電鉄バス株式会社に委託されている。1963年に東京都台東区の恩賜上野動物園で実験が行われ、1964年5月から多摩動物公園での世界初の運行が実施された。運行開始直後から人気を集め、開始から2年で累計乗車数は100万人を越えた。2000年5月には従来のディーゼル車から、圧縮天然ガス自動車に切り替え、環境への配慮も行われた。2016年から耐震工事のため長期運休となっていたが、2021年7月に運行が再開した。

#### 歴史
紀元前850年頃にはアッシリア王によって飼育された。アレクサンドロス3世（アレクサンダー大王）もまた北インドから調教された個体を献上されたといわれている。古代ローマでは、皇帝たちは剣闘士と戦わせるようになる。スッラやポンペイウス、カエサルといった名高い人物たちはしばしば一度に何百頭という個体を集めて殺戮させるよう命じていた。東洋ではインドの王妃が飼育した。マルコ・ポーロの記すところによれば、クビライ・ハンは室内にライオンを飼っていたという。ヨーロッパで初めて「動物園」が貴族や王家の間だで流行したのは13世紀のことである。17世紀頃までにはハーレム(seraglios)と呼ばれ、驚異の部屋の延長として当時は見世物小屋(menageries)という名も定着していた。ルネサンス期にはフランス、イタリアからヨーロッパ全土へと広がった。イギリスではこのハーレム文化があまり栄えることはなかったが、13世紀にジョン王がロンドン塔につくったハーレムの中で飼われていた。おそらく1125年にヘンリー1世が始めた初期の見世物小屋が起源だと考えられる。それはオックスフォードのそばのウッドストック近くにあり、マームズベリのウィリアムはライオンたちがそこで飼われていたと記録している。
こういった施設は貴族の富と権力とを表すものであり、とりわけ巨大なライオンやゾウたちのような動物はそのまま力のシンボルとなった。これは突き詰めると、人間が自然を支配しているということを誇示するためのものでもあった。ライオンのような大自然の「王」が怯える姿や、サイを前にしたゾウが尻込みする様に17世紀の好事家たちは驚き、そして喜んだのだった。見世物小屋が一般大衆に受け入れられるようになると、このような動物同士の決闘は次第に見られなくなっていった。大型動物をペットにするという伝統は19世紀まで続くが、その頃にはかなり奇矯な振る舞いとみなされるようになった。

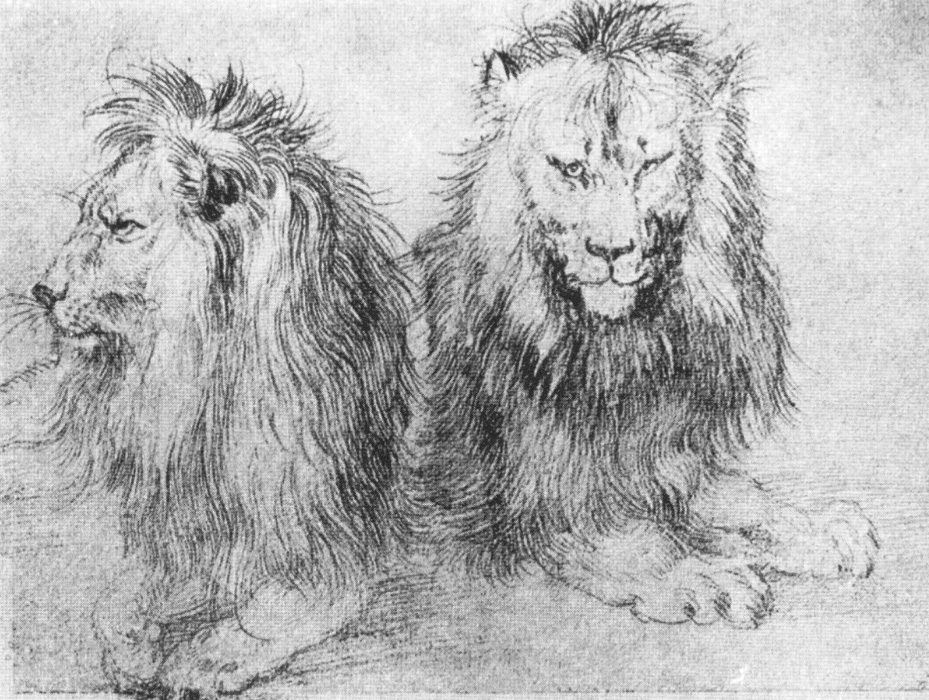
デューラーによるライオンのスケッチ(1520年ごろ)

ロンドン塔には常にライオンがいたわけではなく、たとえばヘンリー6世の妃であったマーガレット・オブ・アンジューのような趣味人が探し出したり、贈られたりした時に見ることができた。記録によれば、当時のイギリスでの飼育環境は貧弱なもので、フィレンツェなどとは開きがあったという。18世紀頃には見世物小屋は大衆に開かれたものとなり、3ペンス半を払うか餌となる犬猫をもってくれば入場料となった。エクセターにあるもう一つの小屋も19世紀はじめまでライオンを見世物にしていた。ウィリアム4世によってロンドン塔のmenagerieは閉じられ、動物たちはロンドン動物園に移された。こちらが一般に公開されるようになったのは1828年4月27日のことであった。
野生動物の取引がされるようになり、それが隆盛を極めるのは植民地貿易が進んだ19世紀のことである。本種はごく一般的かつ安価な生き物だと考えられていた。トラよりは高値がついたものの、キリンやカバなどの巨大で輸送が難しい動物ほどではなく、ましてパンダとは比べものにならなかった。他の動物と同様に、彼らは自然由来の単なる商品とみなされ、捕獲や輸送に関してほとんど省みられるということがなかった。さらにライオンを追いかけるハンターという英雄的なイメージが広く知られるようになり、長年にわたってそれが支配的なものとなった。冒険者やハンターたちはありがちなマニ教的善悪二元論を利用して、その冒険譚に彩りを加え、自ら英雄として振舞ったのである。こうして人食いライオンは人食いライオンなのだという考えが大型のネコ科動物にはあてはめられ、「大自然の驚異とそれを克服する悦び」という構図がつくられた。

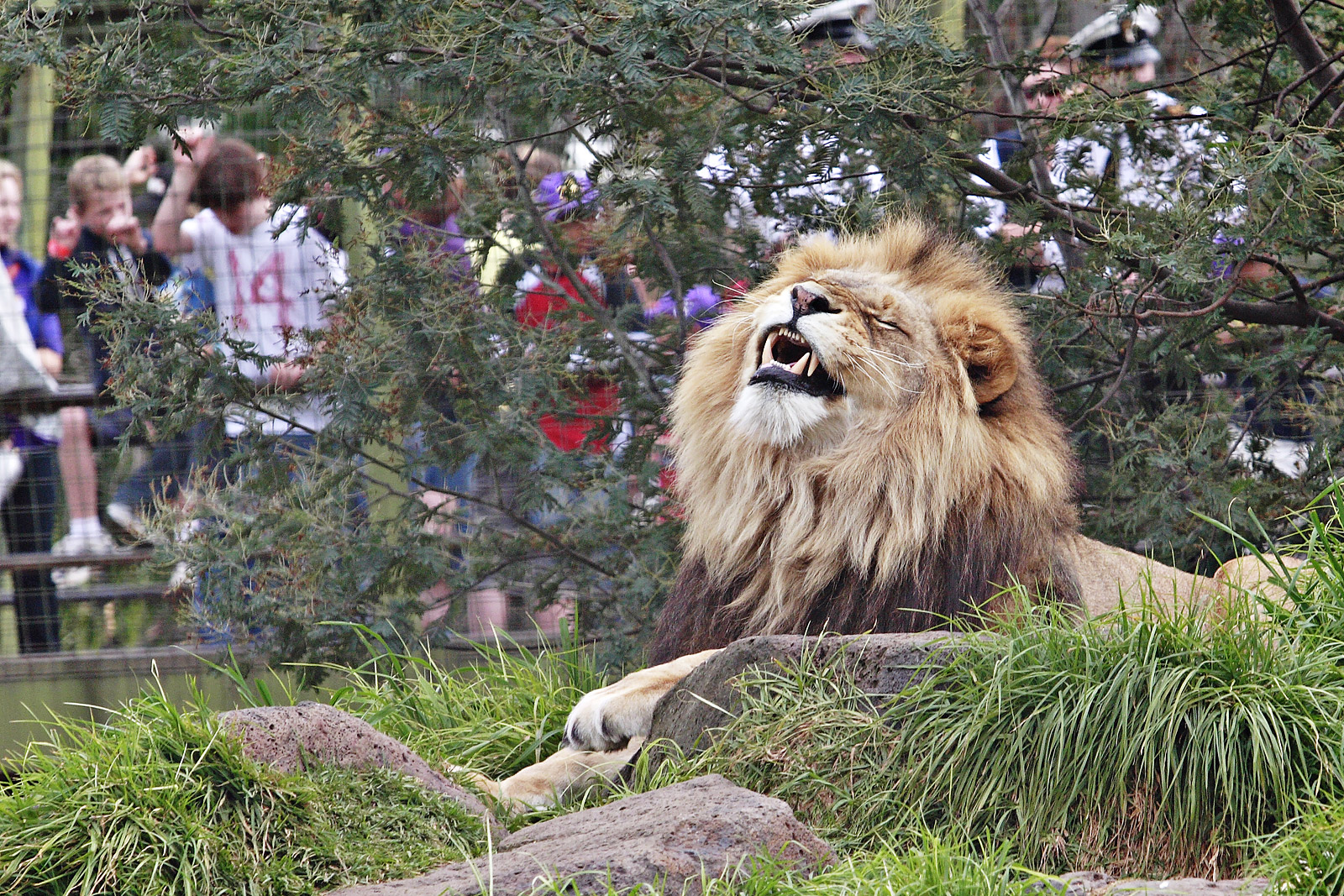
メルボルンの動物園

ライオンが飼育される窮屈で不潔な環境が一変したのは、1870代になってロンドン動物園に大きく住みよいケージがつくられてからである。20世紀の初めになると、カール・ハーゲンベックがより本来の生態にあうような囲い込み法を考案した。これはさらに開けた敷地をもうけて砂利を混ぜた岩山をつくり、柵の代わりに掘割を備えたものだった。このデザインは、その後、オーストラリアのメルボルンやシドニーなどで取り入れられている。ハーゲンベックの設計は普及したとはいえ旧式の柵と檻も1960年代まで動物園では当たり前のものであった。1990年代になると、敷地はさらに広げられ、自然環境になぞらえられるとともに、鉄網や薄いガラスなどが使用され、見物客はかつてないほどライオンの側まで近寄ることができるようになった。いまではライオンたちの住環境は自然のそれと非常に近く、彼らの欲求に従ってさらにあるがままに近づける現代的なガイドラインが採用されている。巣穴はいくつかに分散させ、ライオンたちが横たわる場所には陽射しと木陰のどちらも過不足がなくなるようにし、水はけをよくするとともに歩きまわれるスペースも確保するということに重点が置かれる。
日本では1931年にエチオピア帝国使節団訪日の際、昭和天皇への土産としてつがいのライオンが贈られ、「アリ」と「カテリーナ」と名付けられて上野動物園で飼育された。翌年と翌々年に子供を産み、各地の動物園に贈られた。

#### 調教

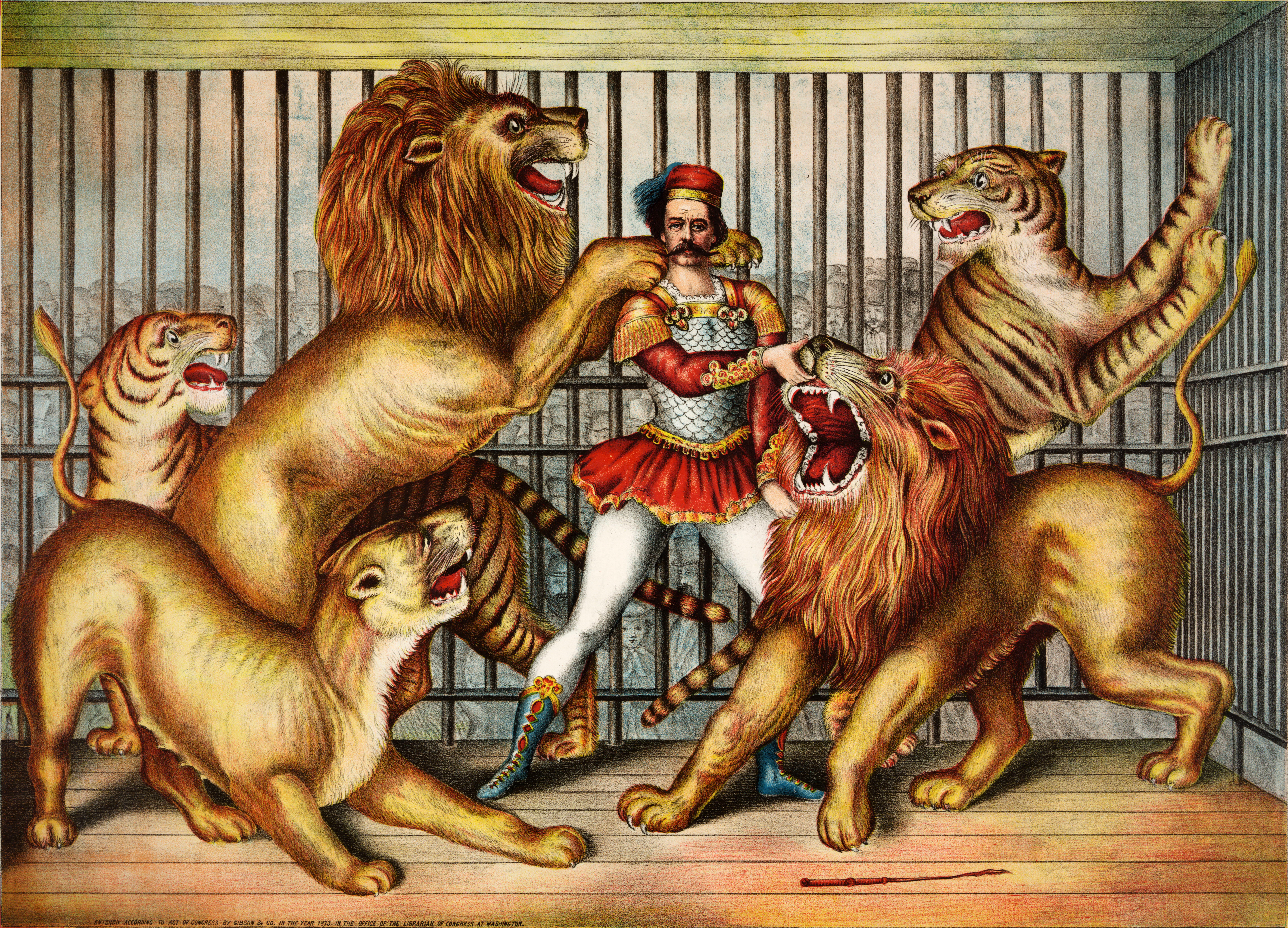
檻の中のライオンをてなずける調教師のスケッチ(19世紀)

ライオン狩り(Lion-baiting)とは他の動物とライオンを戦わせる血なまぐさいスポーツ（ブラッド・スポーツ）のことである。たいていその相手は犬たちであり、記録によれば古代から17世紀まで行われていた。ウィーンでは1800年、イギリスでは1825年に禁止されている。
サーカスなどの見世物にするためにライオンを調教することも昔からなされていた。現代でもジークフリード&ロイといったエンターティナーがいる。これはライオンだけでなく、トラやヒョウ、ピューマなどにも試みられていた。この分野の先駆者は19世紀初めのフランス人アンリ・マーティンと、アメリカ人のアイザック・ヴァン・アンバーグである。二人は世界中をまわり、無数の追随者を生んだ。ヴァン・アンバーグは1838年にイギリスを訪れた際に、ヴィクトリア女王の前でもその腕を披露している。マーティンは「マイソールのライオンたち」というパントマイムを考案し、アンバーグはすぐにそのアイディアを借用した。これらの出し物はそれまでサーカスの目玉だった馬術にとってかわったが、実際にライオンのショーが大衆の関心を集めたのは20世紀初めに映画に登場してからである。これは前世紀的なライオンとの決闘と同じような構図でもって動物に対する人間の優位を誇示するものであった。調教師の支配力と監督力を極端なまでに証明するものが、ライオンの口にその頭を突っ込むパフォーマンスである。今日ではライオン調教師の象徴ともいえるパフォーマンスであるが、これを初めて行ったのはアメリカ人のクライド・ベイティ(1903年-1965年)だとされている。

### 養殖と狩猟
南アフリカ共和国などの国では、単に種の保存を目的とするだけでなく、狩猟用に飼育されている場合がある。このようなライオンたちは、幼獣の時期にはエコツーリズムなどの観光の資源として利用される。観光客は代金を支払い、子ライオンを抱いたり、ミルクを与えたりして楽しむ。そしてライオンは成長すると、狩猟のために野に放され、狩猟愛好家の標的となる。生まれた時から人間に飼育されたライオンに、猟師から逃れるすべはない。狩猟の顧客はアメリカ人が多い。
東洋においてトラの骨の酒（虎骨酒）が珍重されているが、20世紀末になるとトラは保護され、代わりにネコ科の大型獣が用いられるようになった。2008年よりライオンの骨も利用され、養殖されたライオンの骨が国際取引される。